# Straßenbahn Würzburg
Die Straßenbahn Würzburg – umgangssprachlich „Straba“ (mit kurzem a der betonten ersten Silbe) genannt – wurde 1892 als erste Straßenbahnlinie Würzburgs zunächst als Pferdebahn eröffnet und 1899/1900 auf elektrischen Betrieb umgestellt. Nach zweimaliger Stilllegung und dem Systemstreit in den 1960er Jahren ist der Bestand der Straßenbahn mittlerweile gesichert. Sie bildet gemeinsam mit dem Omnibusverkehr das Rückgrat des öffentlichen Personennahverkehrs (ÖPNV) in Würzburg und wird von der Würzburger Straßenbahn GmbH, einem Tochterunternehmen der städtischen Versorgungs- und Verkehrsgesellschaft betrieben. Das 19,7 Kilometer lange Streckennetz ist mit 750 Volt Gleichspannung elektrifiziert und komplett zweigleisig ausgebaut. Auf den fünf Linien werden jährlich knapp 20 Millionen Fahrgäste befördert.

## Geschichte

### Die Anfänge: Der lange Weg zur Pferdebahn
Bereits im Jahr 1875 gab es in Würzburg erste Initiativen für den Bau einer Pferde-Straßenbahn, die die Stadt jedoch aufgrund beengter Platzverhältnisse und mangelnden Bedarfs kategorisch ablehnte. Erst wenige Jahre zuvor waren die Befestigungsanlagen um die Stadt abgetragen worden, der Großteil der Bevölkerung lebte aber noch innerhalb der früheren Festungsanlagen und konnte somit die meisten innerstädtischen Ziele fußläufig erreichen. Zwölf Jahre später, im Jahr 1887 – inzwischen hatten seit 1872 viele Städte bereits eine Pferdebahn eingeführt – diskutierte man nochmals über den Aufbau eines schienengebundenen innerstädtischen Verkehrssystems. Die vom Verein zur Förderung des Fremdenverkehrs ausgegangenen Bemühungen waren von Erfolg gekrönt, um dem steigenden Verkehrsaufkommen Rechnung zu tragen und der Stadt Wachstumsimpulse zu geben, stimmte der Magistrat von Würzburg dem Bau zweier Pferdebahnlinien vom neuen Hauptbahnhof zum Bürgerbräu und in den südlichen Nachbarort Randersacker zu. Doch diese Planungen konnten zunächst nicht umgesetzt werden, da die Kosten für die Strecke nach Randersacker als zu hoch eingeschätzt wurden. Um dennoch die Pferdebahn nicht aufgeben zu müssen und das Risiko für die Stadt aber möglichst gering zu halten, wurde am 3. August 1891 die private Würzburger Straßenbahn, Havestad, Contag & Cie von der Stadt mit der Durchführung beauftragt. Nun gewann das Projekt an Fahrt, zügig gingen die Bauarbeiten für die Verbindung zwischen dem Hauptbahnhof und dem Stadtteil Sanderau voran. Am 8. April 1892 wurde der 2,2 Kilometer lange Teilabschnitt Sanderau (Sanderrasen) – Dom (Domstraße) – Sandgasse (nach der Erweiterung 1899 Schönbornstraße genannt) abgenommen und am darauffolgenden Tag für den planmäßigen Fahrgastverkehr freigegeben. Die komplette Strecke bis zum Bahnhof ging am 30. April 1892 in Betrieb und begeisterte den damaligen Bürgermeister, der daraufhin neue innerstädtische Strecken sowie Erweiterungen nach Heidingsfeld, Höchberg, Zell, Dürrbach und in den Guttenberger Wald ankündigte. Der große wirtschaftliche Erfolg der ersten Pferdebahnlinie ermöglichte den raschen Bau einer zweiten Verbindung vom Dom zum Friedhof, die am 20. Mai 1893 eröffnet wurde.
Beim Bau der ersten Strecke waren – bedingt durch das historische Straßengefüge, das hauptsächlich aus engen und verwinkelten Gassen bestand – extreme Herausforderungen durch die teilweise sehr engen Kurvenradien nötig geworden. Nachdem der Baumeister Balthasar Neumann das Stadtbild bereits im 17. Jahrhundert modifiziert hatte, begann Mitte des 19. Jahrhunderts eine schrittweise Veränderung des Straßenbildes und eine Anpassung an die Verkehrsbedürfnisse. So wurde neben der bereits beim Bahnhofsneubau angelegten Kaiserstraße ab 1896 die bisherige Sandgasse, in der nur ein Gleis hatte verlegt werden können, abgebrochen und mit der Schönbornstraße eine wesentlich breitere und repräsentative Einkaufsstraße angelegt. Somit war nun eine zentrale Achse vom neuen Bahnhof über die Kaiserstraße, Juliuspromenade und Schönbornstraße zum Marktplatz geschaffen worden, die in gesamter Länge von der Straßenbahn befahren wurde. Angesichts des weiterhin andauernden wirtschaftlichen Erfolgs sind weitere Linien geplant worden, wie etwa ein Abzweig von der bestehenden ersten Linie in der Kaiserstraße über die Theater- und Ottostraße zum Sanderglacis. Doch dieses Projekt wurde ebenso wenig in die Tat umgesetzt wie der Bau einer dampfbetriebenen Linie in den Guttenberger Wald.

### Die elektrische Straßenbahn
Gegen Ende des 19. Jahrhunderts war die Pferdebahn in vielen Städten bereits durch eine in Betrieb und Unterhalt günstigere elektrische Straßenbahn ersetzt worden. So fasste auch Würzburg eine baldige Elektrifizierung des Netzes bis zur Jahrhundertwende sowie dessen Ausbau ins Auge. Nach der Inbetriebnahme des Elektrizitätswerkes am 1. April 1899 stand diesem Vorhaben von technischer Seite her nichts mehr im Wege. Am 10. Juli 1899 wurde schließlich die Würzburger Straßenbahn AG gegründet, die die Anlagen der Pferdebahn übernahm. Die Durchführung des Betriebs oblag der Elektrizitätsgesellschaft vorm. Schuckert & Cie aus Nürnberg, die Gründer der Gesellschaft war und 75 Prozent der Aktien besaß. Sie war 1897 vom Magistrat beauftragt worden, das Elektrizitätswerk in der Prymstraße zu errichten und konnte somit günstig Strom beschaffen. Wie bereits zur Zeit der Pferdebahn wurden umfangreiche Netzerweiterungen geplant, man einigte sich jedoch auf wenige bedeutende Strecken. So wurde einerseits der Bau einer Strecke in die Zellerau zum Bürgerbräu vorangetrieben, die erste elektrische Straßenbahn führte allerdings vom Hauptbahnhof über Kaiser- und Theaterstraße sowie den Residenzplatz, umrundete das Glacis und endete an der Sanderglacisstraße. Nachdem nun der erste Schritt des Systemwechsels vollzogen war, konnte die Elektrifizierung der Pferdebahnstrecken und die zurückgestellte Zellerauer Strecke weiterverfolgt werden. Versuchen, die Zellerauer Strecke über den heutigen Röntgenring direkter in die Zellerau zu führen, widersetzte sich das Physikalische Institut der Universität. Man befürchtete Erschütterungen und Streuströme an den vom stv. Uni-Präsident Prof. Röntgen benutzten Institutsbau. Auch eine Führung durch die Weißenburg- statt Frankfurter Straße bis Bürgerbräu kam nicht zustande. Während die Mannschaften und ihre Familien den direkten Anschluss an die Innenstadt gern gesehen hätten, widersetzte sich der Stab des 9. bay. Infanterieregiments diesem Ansinnen um Aufmarschwege nicht zu erschweren.
Der erste Teilabschnitt zwischen der Innenstadt und der Wörthstraße im Ostteil der Zellerau wurde am 4. September 1900 eröffnet, am 5. September war die Strecke Hauptbahnhof – Sanderau elektrifiziert, bis schließlich das Zeitalter der Pferdebahn am 7. September endete. Der Ausbau der Straßenbahn wurde daraufhin weiter vorangetrieben. Am 6. November 1900 verlängerte man die Zellerauer Strecke von ihrem bisherigen Endpunkt an der Wörthstraße über Bürgerbräu nach Oberzell und überwand damit erstmals die Würzburger Stadtgrenze. Am 8. Juni 1901 wurde die Strecke von der Sanderstraße zur Hofmann’schen Scheune im Steinbachtal eröffnet, die am 29. März 1902 mit der Verlängerung zum Waldhaus vollendet werden konnte. Diese vornehmlich dem Ausflugsverkehr dienende Strecke führte durch die noch relativ dünn besiedelten Gebiete entlang der Mergentheimer Straße sowie im Steinbachtal und berührte erstmals den Boden der damals eigenständigen Stadt Heidingsfeld. Am 6. Oktober 1909 erhielt der Stadtteil Grombühl, ein Ende des 19. Jahrhunderts entstandenes Viertel für Eisenbahnbedienstete, einen Straßenbahnanschluss bis zum Wagnerplatz. Zur Verbindung mit dem bestehenden Netz wurde eine neue Spange durch die Ludwigstraße gebaut, die die Strecke durch die Semmelstraße und zum Friedhof ersetzte. Damit hatte der Ausbau vorerst seinen Abschluss gefunden und die Würzburger Straßenbahn verfügte im Jahr 1909 über ein Meterspurnetz mit einer Ost-West- sowie zwei Nord-Süd-Linien, das gegenüber der Pferdebahnzeit von 4,6 auf 14,1 Kilometer angewachsen war. Die Stadt hatte damals bereits über 80.000 Einwohner.
Der anfänglich überragende wirtschaftliche Erfolg der Pferde- und später der Straßenbahn war allerdings nicht von Dauer. Schuld daran waren unter anderem die zwar im Ausflugsverkehr beliebten, aber ansonsten nicht stark frequentierten Überlandstrecken nach Oberzell und ins Steinbachtal, an deren Bedienung die Straßenbahn jedoch ebenso gebunden war wie an die vertraglich festgelegten Fahrpreise. Zur wirtschaftlichen Stabilität trug dagegen vor allem die Ost-West-Linie zwischen Zellerau und Grombühl bei. Nach Ausbruch des Ersten Weltkriegs konnte zwar zunächst eine Fahrgaststeigerung erreicht werden, die Auswirkungen des Kriegs schlugen sich auch auf den Straßenbahnbetrieb nieder. Die Kohleknappheit verhinderte eine zuverlässige Stromlieferung, der Betrieb musste reduziert und teilweise vorübergehend eingestellt werden. Im Jahr 1919 wurden an verschiedenen Stellen die Gleisanlagen demontiert und als Alteisen verkauft.
Die drastisch angestiegene Inflation und der immer stärkere Ausmaße annehmende Kohlenmangel führten zur Einstellung des Betriebs am 20. April 1920. Weil die Stadt als Vertragspartner darauf drängte, die Fahrten wieder aufzunehmen, kam es zu gerichtlichen Auseinandersetzungen und einem Vergleich. Am Ende wurde der Bau-, Betriebs- und Pachtvertrag aufgelöst, die Stadt erhielt sämtliche Gleis- und Oberleitungsanlagen, während der Wagenpark sowie der Betriebshof und andere Gebäude an die Baldam-Werke, eine Tochtergesellschaft der Siemens-Schuckert-Werke, fielen.

### Straßenbahn in der Zwischenkriegszeit
Die Jahre nach 1920 verbrachte Würzburg zunächst ohne ein öffentliches Nahverkehrssystem. Die Stadtverwaltung verfolgte jedoch weiterhin das Ziel, den Straßenbahnverkehr nach Möglichkeit wieder zu beleben. Zwischen den beiden bisherigen Partnern kam aber keine neue vertragliche Vereinbarung über eine Fortführung des Straßenbahnbetriebs mehr zustande. Dies führte zur Gründung der Neuen Würzburger Straßenbahnen GmbH am 5. Juni 1924, an der die Stadt Würzburg 60 Prozent und die Bayerische AG für Energiewirtschaft 40 Prozent der Geschäftsanteile hielt. Die der Stadt 1920 übertragenen Gleis- und Oberleitungsanlagen konnten durch deren mehrheitliche Beteiligung in das neue Unternehmen eingebracht werden, die weiteren Betriebsanlagen sowie der Fahrzeugpark musste den Baldam-Werken abgekauft werden. Am 18. September 1924 nahm die Neue Würzburger Straßenbahn GmbH den Betrieb mit der Straßenbahnlinie 1 Hauptbahnhof – Dom – Sanderau auf. Für die nahezu durchgehend auf zwei Gleise erweiterte Strecke verwendete man unter anderem noch verwertbare Schienen der nicht mehr bedienten Strecken.
In nordöstlicher Richtung wurde die Linie daraufhin in den Stadtteil Grombühl verlängert und konnte dabei teilweise die noch vorhandenen Gleisanlagen aus der Zeit vor dem Ersten Weltkrieg nutzen. Zur Verknüpfung mit dem bestehenden Netz wurde die frühere Strecke durch die Ludwigsstraße zugunsten einer Neubaustrecke entlang des Haugerrings aufgegeben. Der Grombühler Streckenast bediente nun zwar den westlichen Teil des Viertels, der mit dem Luitpoldkrankenhaus aufkommensstarke östliche Teil blieb aus finanziellen Gründen zunächst ohne Straßenbahnanschluss. Erst durch die private Spende des in die Vereinigten Staaten von Amerika emigrierten Augenarztes Josef Schneider konnte die Strecke zu ihrem geplanten Endpunkt Petrinistraße (heute: Uni-Klinikum Bereich D) verlängert und am 20. Januar 1926 eröffnet werden. Ansonsten beschränkte sich die Neue Würzburger Straßenbahn GmbH in den ersten Betriebsjahren hauptsächlich darauf, Verbesserungen an der bestehenden Infrastruktur vorzunehmen, wie etwa den zweigleisigen und begradigten Ausbau der Strecke in die Sanderau sowie Gleiserneuerungen in der Innenstadt. Nachdem die einzige Linie ihre Maximallänge erreicht hatte, reiften die Pläne zur Wiedereinführung einer zweiten Linie in die Zellerau. Sie wurde nach rund viermonatiger Bauzeit am 25. Mai 1927 eröffnet, schloss wie früher an der Juliuspromenade an die Linie 1 an und führte von dort über den Alten Kranen, die Luitpoldbrücke sowie Wörthstraße und Frankfurter Straße zum Bürgerbräu. Im Jahr 1929 begann der Bau einer Straßenbahnlinie vom Sanderring nach Heidingsfeld, zu dem sich die Stadt Würzburg 1928 im Vertrag zur Eingemeindung Heidingsfelds verpflichtet hatte. Am 3. August 1929 wurde zunächst der Teilabschnitt Sanderring – Zollhaus Steinbachtal als Grunderneuerung der ehemaligen Strecke ins Steinbachtal wiedereröffnet, am 17. Dezember 1929 folgte das Reststück bis nach Heidingsfeld, Wendelweg.
In diesem Umfang bestand das Liniennetz bis zum Ende des Zweiten Weltkrieges 1945. An Fahrzeugen standen 1939 zur Verfügung: 24 Triebwagen, 10 Beiwagen und 5 Spezialwagen.

### Ausbau zur Stadtbahn

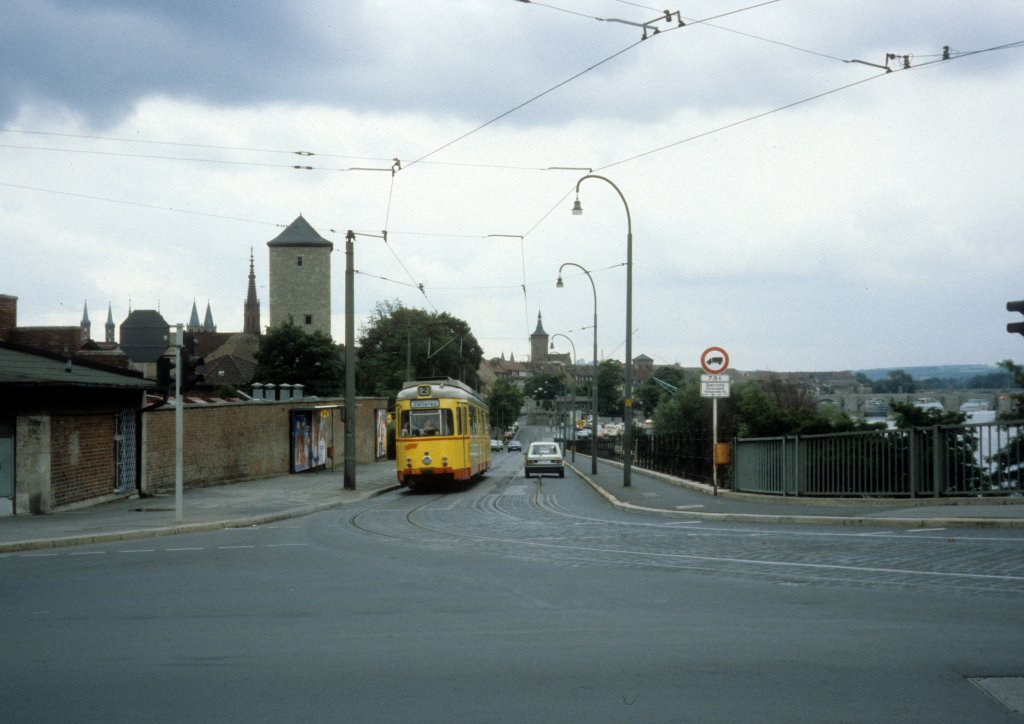
Kranenkai im Jahr 1980: Heute erklimmt die Straßenbahn auf einem Rasengleiskörper die Zufahrt zur Friedensbrücke (rechter Bildrand).

Bereits in den 1960er Jahren wurde ein Abzweig von der Heidingsfelder Strecke über Stuttgarter Straße auf den Katzenberg zum damals neu entstehenden Großwohngebiet Heuchelhof geplant und die Trasse dafür immer frei gehalten. Nach Kippen der absoluten CSU-Mehrheit im Stadtrat 1984 gelang es, das Planfeststellungsverfahren für die zweigleisige Strecke auf komplett eigenem Bahnkörper zu eröffnen und am 29. November 1989 die Strecke nach dreijähriger Bauzeit in Betrieb zu nehmen.
Die Zellerauer Strecke wurde entlang des 1990er Landesgartenschau-Geländes zwischen den Haltestellen Talavera und Wörthstraße in südlicher Seitenlage auf Rasengleis verlegt, um einen Verkehrskollaps während der LGS zu vermeiden. Bis zu dieser Zeit waren Verspätungen stadteinwärts von bis zu 15 Minuten an der Tagesordnung.
Die Strecke nach Grombühl wurde 1972/73 während der Sperrung der Grombühlbrücke zwecks deren Neubau zweigleisig ausgebaut. Dabei wurden die Richtungsgleise als langgezogene Blockumfahrung angelegt.
In den 1970er Jahren gab es Planungen für eine Strecke nach Versbach, was am Widerstand von Hauseigentümern scheiterte, die ihre Grundstücke nicht für die Trasse hergeben wollten. Ebenso scheiterte der Ausbau nach Höchberg in den 1990er Jahren, da man einen vierspurigen Ausbau der B8/B27 bevorzugte.
In den 1990er Jahren wurde die klassische Würzburger Straßenbahn Schritt für Schritt zu einem modernen Verkehrssystem ausgebaut. Neben der Beschaffung neuartiger Niederflurfahrzeuge beinhaltete dies die Modernisierung der Gleistrassen und des Fahrwegs. Dem Grundsatz des neu aufkommenden Stadtbahn-Trends folgend wurden in Würzburg die Strecken beseitigt, wo Straßenbahnzüge und Motorisierter Individualverkehr sich eine Spur teilten, und stattdessen – wo platzmäßig möglich – ein gesonderters Gleisbett geschaffen. Man erhoffte sich von diesen kostenintensiven Baumaßnahmen eine Beschleunigung der Fahrtgeschwindigkeit und eine Steigerung der Fahrgastzahlen. Durch die Einbettung der Schienen in Rasenflächen konnte zudem das Stadtbild an einigen Stellen verschönert, Lärm gemindert und die Straßenbahnstrecken besser in bestehende Grünbereiche eingegliedert werden.

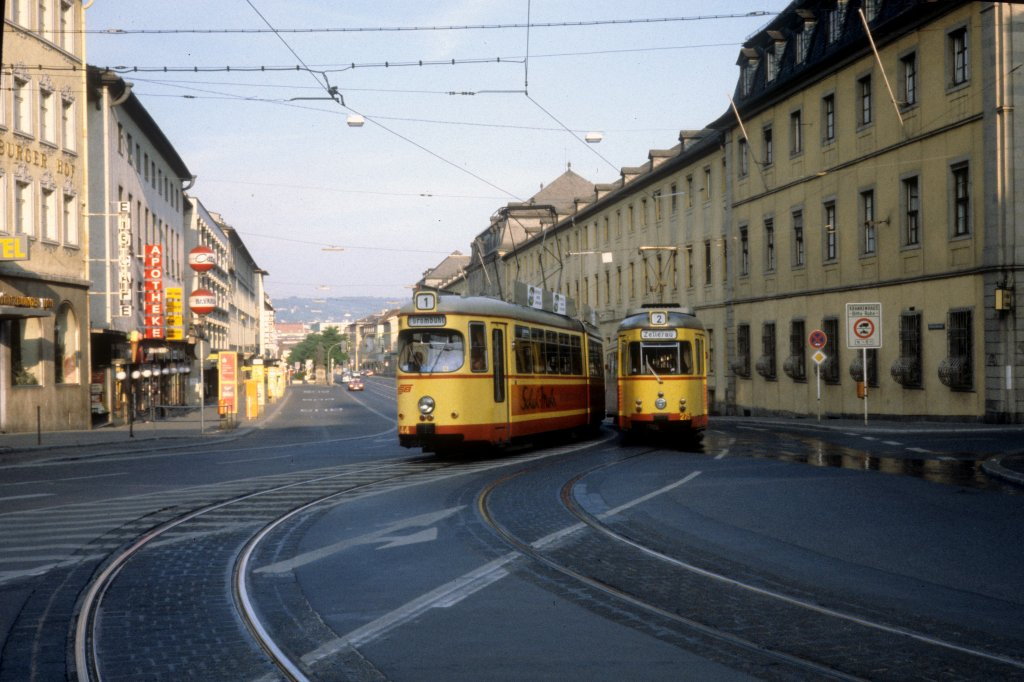
Blick vom Barbarossaplatz in die Juliuspromenade, vor dem Umbau zur Fußgängerzone: Die heute an diesem Ort befindliche zentrale Haltestelle des Netzes ist 1979 noch nicht angelegt.

In der Frankfurter Straße im Stadtteil Zellerau und in der Virchowstraße in Grombühl wurden in den 1990er Jahren getrennte Gleiskörper für die Straßenbahn eingerichtet.
Die aufwendigste Maßnahme dieser Art stellte jedoch die ab 1998 erfolgte Verbreiterung der Friedensbrücke dar. Die auf der Brücke oftmals im Stau steckenden Straßenbahnen konnten fortan auf einem getrennten Gleiskörper über den Main geführt werden. Gleichzeitig wurde im angrenzenden Kranenkai ein Rasengleisabschnitt in Betrieb genommen. In der oberen Juliuspromenade entstand in Verbindung mit der Einrichtung einer Fußgängerzone etwa zeitgleich eine neue zentrale Umsteigehaltestelle, welche fortan die Haltestellen Barbarossa- und Dominikanerplatz ersetzte.
Heute sind bis auf den Innenstadtabschnitt und einen Teil des Streckenastes in den Stadtteil Sanderau sowie der Häuserblockschleife in Grombühl alle Strecken weitgehend auf „Stadtbahnstandard“.
Ein weiterer Bestandteil war die barrierefreie Ausstattung der Haltestellen. Da die neuen Straßenbahnfahrzeuge mit ihren niederflurigen Einstiegen bereits gute Voraussetzungen für gehbehinderte Fahrgäste bieten, sollte durch die Anhebung der Bahnsteigkanten eine komplette Barrierefreiheit möglich werden. Seit Anfang 2019 sind alle Haltestellen der Straßenbahn mit Ausnahme der Wenig-Einsteiger-Teilhaltestellen mit Anzeigetafeln für die Dynamische Fahrgastinformation ausgerüstet.

## Streckennetz

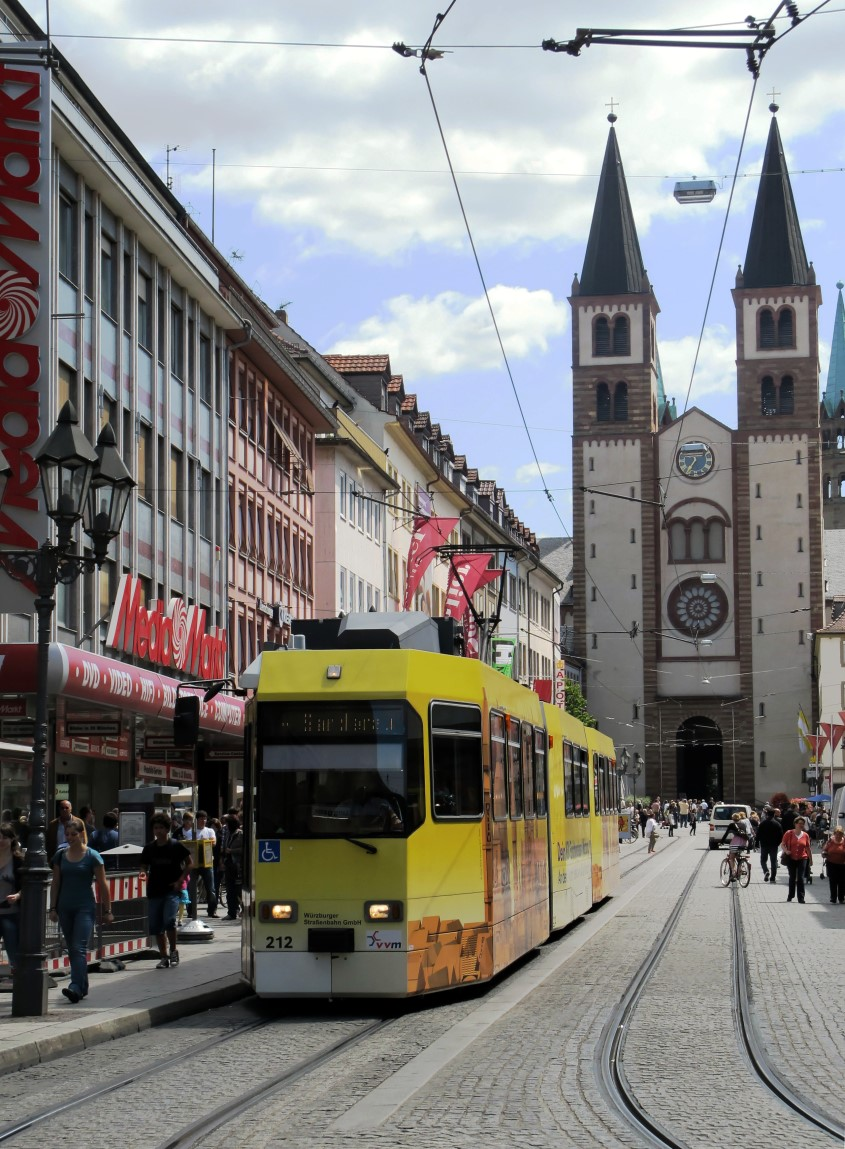
Straßenbahnwagen 212 an der Haltestelle Rathaus, im Hintergrund der Würzburger Dom

Das Streckennetz der Würzburger Straßenbahn ist 19,7 Kilometer lang und bis auf die acht Wendeschleifen durchgehend zweigleisig ausgebaut. Im Regelverkehr werden 48 Haltestellen bedient, von denen der größte Teil bereits in beide Richtungen barrierefrei ausgebaut ist.

### Stammstrecke Hauptbahnhof – Sanderring
| \| \| \| Strecke von Grombühl \| \| \| \| Hauptbahnhof Ost (stadtauswärts) \| \| \| \| Abzweig zur Wendeschleife \| \| \| \| Hauptbahnhof West (stadteinwärts) \| \| \| \| Abzweig zur Wendeschleife \| \| \| \| Barbarossaplatz (aufgelassen) \| \| \| \| Strecke zum Hubland (geplant) \| \| \| \| Juliuspromenade \| \| \| \| Strecke in die Zellerau \| \| \| \| Dominikanerplatz (aufgelassen) \| \| \| \| Dom \| \| \| \| Rathaus \| \| \| \| Neubaustraße \| \| \| \| Sanderring \| \| \| \| Strecke nach Heidingsfeld \| \| \| \| Strecke in die Sanderau \| |  |                                   |                                   |
| U-Bahn-Strecke |  | Strecke von Grombühl              | Strecke von Grombühl              |
| U-Bahn-Haltepunkt / Haltestelle |  | Hauptbahnhof Ost (stadtauswärts)  | Hauptbahnhof Ost (stadtauswärts)  |
| U-Bahn-Strecke von links · U-Bahn-Abzweig geradeaus, nach rechts und von rechts |  | Abzweig zur Wendeschleife         | Abzweig zur Wendeschleife         |
| U-Bahn-Haltepunkt / Haltestelle · U-Bahn-Strecke geradeaus |  | Hauptbahnhof West (stadteinwärts) | Hauptbahnhof West (stadteinwärts) |
| U-Bahn-Strecke nach links · U-Bahn-Abzweig geradeaus, nach rechts und von rechts |  | Abzweig zur Wendeschleife         | Abzweig zur Wendeschleife         |
| ehemaliger U-Bahn-Haltepunkt / Haltestelle |  | Barbarossaplatz (aufgelassen)     | Barbarossaplatz (aufgelassen)     |
| U-Bahn-Abzweig geradeaus, ehemals nach links und ehemals von links |  | Strecke zum Hubland (geplant)     | Strecke zum Hubland (geplant)     |
| U-Bahn-Haltepunkt / Haltestelle |  | Juliuspromenade                   | Juliuspromenade                   |
| U-Bahn-Abzweig geradeaus, nach rechts und von rechts |  | Strecke in die Zellerau           | Strecke in die Zellerau           |
| ehemaliger U-Bahn-Haltepunkt / Haltestelle |  | Dominikanerplatz (aufgelassen)    | Dominikanerplatz (aufgelassen)    |
| U-Bahn-Haltepunkt / Haltestelle |  | Dom                               | Dom                               |
| U-Bahn-Haltepunkt / Haltestelle |  | Rathaus                           | Rathaus                           |
| U-Bahn-Haltepunkt / Haltestelle |  | Neubaustraße                      | Neubaustraße                      |
| U-Bahn-Haltepunkt / Haltestelle |  | Sanderring                        | Sanderring                        |
| U-Bahn-Abzweig geradeaus, nach rechts und von rechts |  | Strecke nach Heidingsfeld         | Strecke nach Heidingsfeld         |
| U-Bahn-Strecke |  | Strecke in die Sanderau           | Strecke in die Sanderau           |

Die Stammstrecke des Würzburger Straßenbahnnetzes ist der Abschnitt Hauptbahnhof – Sanderring, der von allen Linien – zumindest teilweise – befahren wird. Er führt vom Hauptbahnhof über die Haltestellen Juliuspromenade, Dom, Rathaus und Neubaustraße zur Umsteigestation Sanderring, durchquert also die gesamte Altstadt. Da die Strecke größtenteils durch Fußgängerzonen führt, sind die Gleise durchgehend als Rillenschienen in das Pflaster eingelassen. Auf der Fahrt durch die Altstadt bekommt man eine Vielzahl von Würzburger Sehenswürdigkeiten zu sehen, wie das Juliusspital, den Marktplatz mit Falkenhaus und Marienkapelle, das Neumünster und den Dom St. Kilian sowie das Rathaus am Grafeneckart.
Bei der Umgestaltung der Juliuspromenade, die im März 1998 begann, wurden die bis dahin bedienten Haltestellen Barbarossaplatz und Dominikanerplatz zu einer zentralen Umsteigehaltestelle Juliuspromenade mit mehreren Bahnsteigabschnitten für die verschiedenen Linien zusammengefasst. Großer Wert wurde auf die barrierefreie Ausstattung gelegt, dank der es nun möglich ist, nahezu ebenerdig in die niederflurigen Straßenbahnwagen einzusteigen.
Im Herbst 2006 machte ein Würzburger Stadtrat den Vorschlag, im Rahmen der geplanten Errichtung des Einkaufszentrums „Würzburg Arcaden“ am Hauptbahnhof, eine kostenlose City-Tram einzuführen, d. h. auf dem Stammstreckenabschnitt kein Fahrgeld mehr zu verlangen. Der Vorschlag wurde im Stadtrat mit knapper Mehrheit abgelehnt, abgesehen davon wurde das umstrittene Arcaden-Projekt im Dezember 2006 im Rahmen eines Bürgerentscheids abgelehnt.
Die Wendeschleife auf dem Bahnhofsvorplatz umrundet den Killiansbrunnen und wird gegen den Uhrzeigersinn befahren. Von Süden her kommen die Züge aus der Innenstadt in die Schleife eingefahren. Am südöstlichen Rand des Platzes befindet sich der Gleisanschluss von und nach Grombühl. Hier liegt die provisorische Haltestelle Hauptbahnhof Ost. Sie ist bereits außerhalb der Wendeschleife gelegen und kann nur in Fahrtrichtung Grombühl genutzt werden. Im Norden des Platzes, auf Höhe des Bahnhofseingangs befindet sich ein zweigleisiger Gleisabschnitt, an dem Überholungen der Wagen stattfinden können. Die Haltestelle Hauptbahnhof West liegt am westlichen Rande des Platzes noch im Bereich der Wendeschleife, hier halten die Wagen Richtung Stadtmitte.
Umlaufverknüpfungen wie die dass die aus der Zellerau kommenden Straßenbahnwagen der Linie 2 an der Haltestelle Hauptbahnhof West übergehen auf die Linie 3 in Richtung Heuchelhof und umgekehrt wurden in wechselnden Fahrplanperioden eingeführt oder auch wieder aufgegeben. Neben einem wirtschaftlicheren Fahrzeugeinsatz laufen auch nie mehr als zwei Wagen hintereinander auf, da die Haltestelle nicht für mehr ausgelegt ist.

### Streckenast Hauptbahnhof – Grombühl
| \| \| \| Stammstrecke vom Hauptbahnhof \| \| \| \| Hauptbahnhof Ost (stadtauswärts) \| \| \| \| Berliner Platz \| \| \| \| Grombühlbrücke \| \| \| \| Verzweigung der Wendeschleife \| \| \| \| Brücknerstraße \| \| \| \| Wagnerplatz \| \| \| \| Josefskirche \| \| \| \| Felix-Fechenbach-Haus \| \| \| \| Pestalozzistraße \| \| \| \| Senefelderstraße \| \| \| \| Robert-Koch-Straße \| \| \| \| Uni-Klinikum Bereich D \| \| \| \| Strecke zum ZOM / ZIM (geplant) \| |  |                                  |                                  |
| U-Bahn-Strecke |  | Stammstrecke vom Hauptbahnhof    | Stammstrecke vom Hauptbahnhof    |
| U-Bahn-Haltepunkt / Haltestelle |  | Hauptbahnhof Ost (stadtauswärts) | Hauptbahnhof Ost (stadtauswärts) |
| U-Bahn-Haltepunkt / Haltestelle |  | Berliner Platz                   | Berliner Platz                   |
| U-Bahn-Kreuzung mit Eisenbahn geradeaus oben |  | Grombühlbrücke                   | Grombühlbrücke                   |
| |  | Verzweigung der Wendeschleife    |                                  |
| U-Bahn-Strecke · U-Bahn-Haltepunkt / Haltestelle |  | Brücknerstraße                   | Brücknerstraße                   |
| U-Bahn-Haltepunkt / Haltestelle · U-Bahn-Strecke geradeaus |  | Wagnerplatz                      | Wagnerplatz                      |
| U-Bahn-Strecke · U-Bahn-Haltepunkt / Haltestelle |  | Josefskirche                     | Josefskirche                     |
| U-Bahn-Haltepunkt / Haltestelle · U-Bahn-Strecke geradeaus |  | Felix-Fechenbach-Haus            | Felix-Fechenbach-Haus            |
| U-Bahn-Strecke · U-Bahn-Haltepunkt / Haltestelle |  | Pestalozzistraße                 | Pestalozzistraße                 |
| U-Bahn-Haltepunkt / Haltestelle · U-Bahn-Strecke geradeaus |  | Senefelderstraße                 | Senefelderstraße                 |
| U-Bahn-Strecke · U-Bahn-Haltepunkt / Haltestelle |  | Robert-Koch-Straße               | Robert-Koch-Straße               |
| U-Bahn-Haltepunkt / Haltestelle · U-Bahn-Strecke geradeaus |  | Uni-Klinikum Bereich D           | Uni-Klinikum Bereich D           |
| U-Bahn-Strecke nach links · U-Bahn-Abzweig ehemals quer, nach rechts und ehemals nach links |  | Strecke zum ZOM / ZIM (geplant)  | Strecke zum ZOM / ZIM (geplant)  |

Der Streckenast nach Grombühl ist der einzige, der sich nördlich der Innenstadt befindet. Er beginnt am Hauptbahnhof, wo für die Wagen in Fahrtrichtung Grombühl eine provisorische Haltestelle Hauptbahnhof Ost eingerichtet ist, während die Fahrten in der Gegenrichtung die Station Hauptbahnhof West befahren. Vom Bahnhofsvorplatz führen die Gleise zunächst nördlich in Parallellage zum Haugerring Richtung Berliner Platz. Hinter der Haltestelle zweigt die Strecke im eigenen Gleisbett auf die Grombühlbrücke ab und überquert dort die Ostausfahrt des Hauptbahnhofes.
Nach Verlassen der Brücke beginnt eine große eingleisige Blockumfahrung, die gegen den Uhrzeigersinn befahren wird. Auf der tiefer gelegenen Petrinistraße führt die Strecke nach Osten und bedient dabei die Haltestellen Wagnerplatz, Felix-Fechenbach-Haus und Senefelderstraße. Nach der Haltestelle Uni-Klinikum Bereich D wendet die Strecke um 180 Grad und führt auf der etwas nördlicher und höher gelegenen Robert-Koch-Straße zurück, wo die gleichnamige Station mit der Zusatzbezeichnung Uni-Klinikum Bereich B/C liegt. Hier soll ab 2016 die Erweiterung zum Zentrum für Operative bzw. Innere Medizin anschließen. An der Haltestelle Pestalozzistraße / Uni-Klinikum Bereich A legen die Wagen jeweils eine längere Pause ein und wechseln im Regelfall von Linie 1 auf 5 oder umgekehrt. Hier bestehen unter anderem Umsteigemöglichkeiten zu den Buslinien 13 und 24. Nach einem Halt an der Josefskirche in der Matterstockstraße führt die Strecke über die Brücknerstraße wieder hinab zur Grombühlbrücke.

### Streckenast Juliuspromenade – Zellerau
| \| \| \| Stammstrecke vom Hauptbahnhof \| \| \| \| Juliuspromenade \| \| \| \| Stammstrecke zum Sanderring \| \| \| \| Ulmer Hof \| \| \| \| Alter Kranen (aufgelassen) \| \| \| \| Congress Centrum \| \| \| \| Friedensbrücke über den Main \| \| \| \| Talavera \| \| \| \| Nautiland \| \| \| \| Wörthstraße \| \| \| \| Hartmannstraße \| \| \| \| DJK-Sportzentrum \| \| \| \| Sieboldmuseum \| \| \| \| Verzweigung der Wendeschleife \| \| \| \| Bürgerbräu \| \| \| \| Strecke nach Oberzell (abgebaut) \| |  |                                  |                                  |
| U-Bahn-Strecke |  | Stammstrecke vom Hauptbahnhof    | Stammstrecke vom Hauptbahnhof    |
| U-Bahn-Haltepunkt / Haltestelle |  | Juliuspromenade                  | Juliuspromenade                  |
| U-Bahn-Abzweig geradeaus, nach links und von links |  | Stammstrecke zum Sanderring      | Stammstrecke zum Sanderring      |
| U-Bahn-Haltepunkt / Haltestelle |  | Ulmer Hof                        | Ulmer Hof                        |
| ehemaliger U-Bahn-Haltepunkt / Haltestelle |  | Alter Kranen (aufgelassen)       | Alter Kranen (aufgelassen)       |
| U-Bahn-Haltepunkt / Haltestelle |  | Congress Centrum                 | Congress Centrum                 |
| U-Bahn-Brücke über Wasserlauf |  | Friedensbrücke über den Main     | Friedensbrücke über den Main     |
| U-Bahn-Haltepunkt / Haltestelle |  | Talavera                         | Talavera                         |
| U-Bahn-Haltepunkt / Haltestelle |  | Nautiland                        | Nautiland                        |
| U-Bahn-Haltepunkt / Haltestelle |  | Wörthstraße                      | Wörthstraße                      |
| U-Bahn-Haltepunkt / Haltestelle |  | Hartmannstraße                   | Hartmannstraße                   |
| U-Bahn-Haltepunkt / Haltestelle |  | DJK-Sportzentrum                 | DJK-Sportzentrum                 |
| U-Bahn-Haltepunkt / Haltestelle |  | Sieboldmuseum                    | Sieboldmuseum                    |
| |  | Verzweigung der Wendeschleife    |                                  |
| U-Bahn-Strecke · U-Bahn-Haltepunkt / Haltestelle |  | Bürgerbräu                       | Bürgerbräu                       |
| U-Bahn-Strecke nach links · U-Bahn-Abzweig ehemals geradeaus und nach rechts |  | Strecke nach Oberzell (abgebaut) | Strecke nach Oberzell (abgebaut) |

Der Streckenast in den Stadtteil Zellerau zweigt westlich der Haltestelle Juliuspromenade von der Stammstrecke ab und gelangt – bereits auf eigener Fahrbahntrasse – über die Haltestelle Ulmer Hof an das Mainufer. Auf Höhe des Alten Kranen beginnt ein Rasengleisabschnitt, der vorerst parallel zum Kranenkai verläuft. Zwischen den Haltestellen Congress Centrum und Talavera überquert die Strecke den Main auf der Friedensbrücke, die seit ihrem Ausbau Ende der neunziger Jahre zwei getrennte Trassen für den Auto- und Straßenbahnverkehr vorhält. Am westlichen Brückenkopf wird die Dreikronenstraße an einer Ampelkreuzung überquert, in deren direkten Anschluss sich die Haltestelle Talavera befindet, die mit zwei in unmittelbarer Nähe liegenden, großen Parkplätzen als Park-and-Ride-Station fungiert. Im weiteren Verlauf des begrünten Abschnitts folgt die Haltestelle Nautiland (ehemals Neunerplatz). Mit dem Erreichen der Station Wörthstraße verlässt die Strecke dann das Rasengleis und biegt in die Frankfurter Straße ein, die sie dann bis zu ihrem Endpunkt befährt. Bis zur Hartmannstraße fahren die Züge teilweise noch im Mischverkehr mit Autos, dann beginnt wieder eine eigene Trasse in der Straßenmitte, für die man die ehemals vierspurige Frankfurter Straße beim Stadtbahnausbau auf zwei Fahrspuren reduziert hatte. Es folgen die Stationen DJK-Sportzentrum (ehemals Schorkstraße) und Sieboldmuseum. Kurz vor der Endhaltestelle Bürgerbräu (ehemals Mainaustraße) verlässt die stadtauswärts führende Strecke die Frankfurter Straße um mittels einer kleinen Blockumfahrung auf eigenem Gleiskörper den Straßenbahnfahrzeugen das Wenden zu ermöglichen. Bevor die Trasse in Mittellage der Frankfurter Straße zurück zur Gabelung gelangt wird die Endhaltestelle am Rand der Fahrbahn unweit der Kreuzung Frankfurter Straße und Mainaustraße erreicht, wo Umsteigemöglichkeiten zur Buslinie 521 / 522 Richtung Zell am Main, Margetshöchheim und Leinach bestehen. Die Reste der früheren Weiterführung der Straßenbahnstrecke nach Oberzell wurden bei Umbauarbeiten im Herbst 2006 entfernt.

### Streckenast Sanderring – Sanderau
| \| \| \| Stammstrecke vom Hauptbahnhof \| \| \| \| \| Sanderring \| \| \| \| \| Strecke nach Heidingsfeld \| \| \| \| \| Eichendorffstraße \| \| \| \| \| Ehehaltenhaus \| \| \| \| \| Arndtstraße \| \| \| \| \| Fechenbachstraße \| \| \| \| \| Betriebshof Sanderau \| \| \| \| \| Verzweigung der Wendeschleife \| \| \| \| \| Königsberger Straße \| \| \| \| \| \| \| |  |                               |                               |
| U-Bahn-Strecke |  | Stammstrecke vom Hauptbahnhof | Stammstrecke vom Hauptbahnhof |
| U-Bahn-Haltepunkt / Haltestelle |  | Sanderring                    | Sanderring                    |
| U-Bahn-Abzweig geradeaus, nach rechts und von rechts |  | Strecke nach Heidingsfeld     | Strecke nach Heidingsfeld     |
| U-Bahn-Haltepunkt / Haltestelle |  | Eichendorffstraße             | Eichendorffstraße             |
| U-Bahn-Haltepunkt / Haltestelle |  | Ehehaltenhaus                 | Ehehaltenhaus                 |
| U-Bahn-Haltepunkt / Haltestelle |  | Arndtstraße                   | Arndtstraße                   |
| U-Bahn-Haltepunkt / Haltestelle |  | Fechenbachstraße              | Fechenbachstraße              |
| U-Bahn-Betriebs-/Güterbahnhof Streckenanfang und quer · U-Bahn-Abzweig geradeaus, nach rechts und von rechts |  | Betriebshof Sanderau          | Betriebshof Sanderau          |
| |  | Verzweigung der Wendeschleife |                               |
| U-Bahn-Strecke · U-Bahn-Haltepunkt / Haltestelle |  | Königsberger Straße           | Königsberger Straße           |
| U-Bahn-Strecke nach links · U-Bahn-Strecke nach rechts |  |                               |                               |

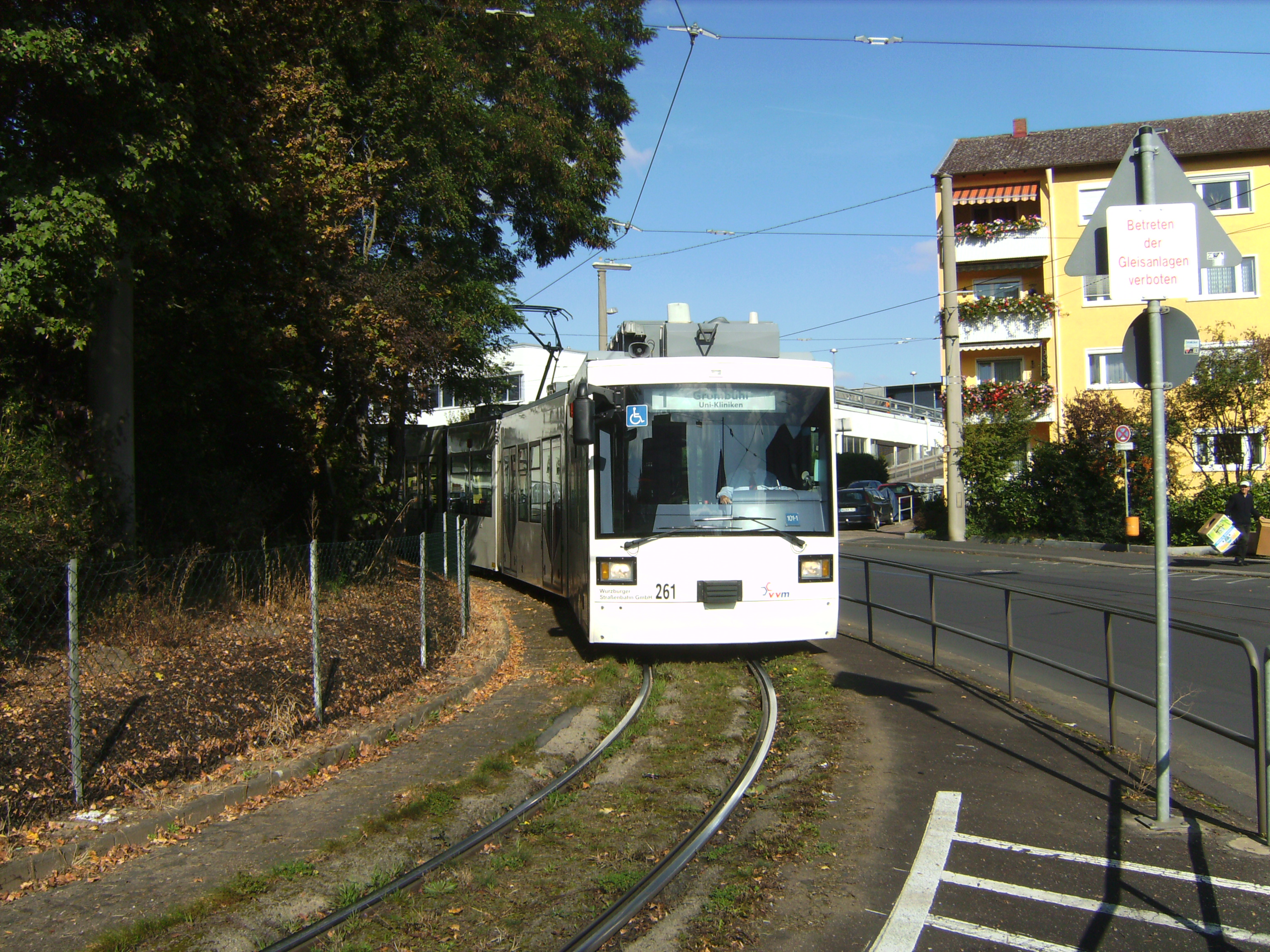
Niederflurwagen vom Typ GT-N bei der Einfahrt in die Wendeschleife Sanderau

Die Sanderauer Strecke beginnt an der Umsteigestation Sanderring. Unmittelbar nach der Haltestelle wird die gleichnamige Straße überquert, ein kurzer Abschnitt des Ringparks durchfahren und die Sanderglacisstraße gekreuzt, bevor die Strecke auf eigener Fahrbahn durch die Virchowstraße zur Haltestelle Eichendorffstraße führt. Von dort aus geht es weiter zum Ehehaltenhaus, wo die Strecke in die Friedrich-Spee-Straße einbiegt und wegen Platzmangels auf in den Fahrbahnboden eingelassenen Rillenschienen weiterführt. Da der weiterführende Kfz-Verkehr durch die parallel verlaufende Randersackerer Straße führt, fährt hauptsächlich nur der Anliegerverkehr im Mischbetrieb mit der Straßenbahn. An der Kreuzung mit der Arndtstraße befindet sich eine weitere Station, die im Straßenbereich gelegen und vorerst nur stadteinwärts behindertengerecht ausgebaut ist. Die Haltestelle Fechenbachstraße liegt ebenfalls im Straßenraum und befindet sich unmittelbar vor einem der Hauptbetriebshof der Würzburger Straßenbahn. Nach dem Passieren der Zufahrtsweichen zum Betriebshof verschwenkt die stadtauswärts führende Trasse auf ein eigenes Gleisbett am Straßenrand, während die stadteinwärts führenden Gleise weiterhin auf der Friedrich-Spee-Straße liegen. An der Kreuzung mit der Königsberger Straße befindet sich schließlich die gleichnamige Endhaltestelle mit Wendeschleife. Im Mittelbereich der Schleife ist ein Parkplatz angelegt. An der Straßenbahnendhaltestelle bestehen Umsteigemöglichkeiten zur Buslinie 34 in Richtung Heidingsfeld und Richtung Frauenland, Gerbrunn und Lengfeld.
Da die Linien 1 und 4 werktags umlaufverknüpft sind, findet in der Schleife Sanderau im regulären Linienverkehr der Wechsel zwischen den Linien 1 und 4 statt. Fahrzeuge, die als Linie 1 aus Grombühl kommen, wechseln an der Königsberger Straße über zur Linie 4 und fahren in die Zellerau weiter. Wagen, die als Linie 4 aus der Zellerau zurückkehren, wechseln dann in der Sanderau wieder über zur Linie 1 und fahren nach Grombühl zurück.

### Streckenast Sanderring – Heidingsfeld
| \| \| \| Stammstrecke vom Hauptbahnhof \| \| \| \| \| Sanderring \| \| \| \| \| Strecke in die Sanderau \| \| \| \| \| Ludwigsbrücke über den Main \| \| \| \| \| Löwenbrücke \| \| \| \| \| Ruderzentrum \| \| \| \| \| Judenbühlweg \| \| \| \| \| Steinbachtal \| \| \| \| \| Dallenbergbad \| \| \| \| \| Frankenbahn / Strecke nach Treuchtlingen \| \| \| \| \| Wendeschleife (kein Linienverkehr) \| \| \| \| \| Andreas-Grieser-Straße \| \| \| \| \| Reuterstraße \| \| \| \| \| Strecke zum Heuchelhof \| \| \| \| \| Klosterstraße \| \| \| \| \| Waltherschule \| \| \| \| \| Verzweigung der Wendeschleife \| \| \| \| \| Ostbahnhof \| \| \| \| \| \| \| |  |                                          |                                          |
| U-Bahn-Strecke |  | Stammstrecke vom Hauptbahnhof            | Stammstrecke vom Hauptbahnhof            |
| U-Bahn-Haltepunkt / Haltestelle |  | Sanderring                               | Sanderring                               |
| U-Bahn-Abzweig geradeaus, nach links und von links |  | Strecke in die Sanderau                  | Strecke in die Sanderau                  |
| U-Bahn-Brücke über Wasserlauf |  | Ludwigsbrücke über den Main              | Ludwigsbrücke über den Main              |
| U-Bahn-Haltepunkt / Haltestelle |  | Löwenbrücke                              | Löwenbrücke                              |
| U-Bahn-Haltepunkt / Haltestelle |  | Ruderzentrum                             | Ruderzentrum                             |
| U-Bahn-Haltepunkt / Haltestelle |  | Judenbühlweg                             | Judenbühlweg                             |
| U-Bahn-Haltepunkt / Haltestelle |  | Steinbachtal                             | Steinbachtal                             |
| U-Bahn-Haltepunkt / Haltestelle |  | Dallenbergbad                            | Dallenbergbad                            |
| U-Bahn-Kreuzung mit Eisenbahn geradeaus unten |  | Frankenbahn / Strecke nach Treuchtlingen | Frankenbahn / Strecke nach Treuchtlingen |
| |  | Wendeschleife (kein Linienverkehr)       |                                          |
| U-Bahn-Haltepunkt / Haltestelle |  | Andreas-Grieser-Straße                   | Andreas-Grieser-Straße                   |
| U-Bahn-Haltepunkt / Haltestelle |  | Reuterstraße                             | Reuterstraße                             |
| U-Bahn-Abzweig ehemals geradeaus und nach rechts |  | Strecke zum Heuchelhof                   | Strecke zum Heuchelhof                   |
| U-Bahn-Haltepunkt / Haltestelle (Strecke außer Betrieb) |  | Klosterstraße                            | Klosterstraße                            |
| U-Bahn-Haltepunkt / Haltestelle (Strecke außer Betrieb) |  | Waltherschule                            | Waltherschule                            |
| |  | Verzweigung der Wendeschleife            |                                          |
| U-Bahn-Haltepunkt / Haltestelle (Strecke außer Betrieb) · U-Bahn-Strecke (außer Betrieb) |  | Ostbahnhof                               | Ostbahnhof                               |
| U-Bahn-Strecke nach links (außer Betrieb) · U-Bahn-Strecke nach rechts (außer Betrieb) |  |                                          |                                          |

Der Heidingsfelder Streckenast begann ebenfalls am Sanderring, überquerte jedoch unmittelbar danach den Main über die Ludwigsbrücke (im Volksmund Löwenbrücke genannt), die im Gegensatz zur Friedensbrücke keine separaten Straßenbahngleise besitzt. Zwischen den Haltestellen Löwenbrücke und Ruderzentrum (ehemals Haus des Sports) beginnt ein parallel zur Mergentheimer Straße verlaufender Rasengleisabschnitt, der über die Haltestellen Judenbühlweg und Steinbachtal zur Haltestelle Dallenbergbad führt. Hinter der Haltestelle schließt sich eine eingleisige Wendeschleife an, die im Regelbetrieb der hier verkehrenden Linien 3 und 5 nicht verwendet wird. Die Gleise nach Heidingsfeld liegen ab der Unterquerung der Konrad-Adenauer-Brücke in der Fahrbahnmitte und sind als konventionelle Eisenbahngleise ausgeführt. Nach der Haltestelle Andreas-Grieser-Straße folgt die zweigleisige Umsteigestation Reuterstraße, an der die Buslinien 16, 31, 33 und 34 halten. Bis Juli 2014 waren drei Gleise in Betrieb. Ab Anfang August wurde die Haltestelle Reuterstraße komplett umgebaut und ist seither komplett barrierefrei ausgebaut.
Die Fortführung der Straßenbahnstrecke in die Heidingsfelder Innenstadt wurde im Juni 2001 für den Planverkehr stillgelegt. Sie führte ab der Haltestelle Reuterstraße vorerst auf der Wenzelstraße eingleisig in Straßenmittellage durch den Altort von Heidingsfeld. Über die Klosterstraße mit gleichnamiger Haltestelle gelangte man zur Haltestelle Waltherschule (an der Winterhäuser Straße 1). Ab hier verlief die Strecke eingleisig in einer großen Blockschleife um eine Grünanlage herum. Über die zunächst am rechten Straßenrand der Kirchhofstraße liegenden Schienen kam man zur ehemaligen Endstation gegenüber dem Ostbahnhof, die in einem eigenen Gleisbett lag. Der folgende Streckenabschnitt zurück zur Gabelung an der Waltherschule verlief im Straßenraum der schmalen Straße Am Ostbahnhof. Ab hier ging es dann wieder zurück in Richtung Stadt. Entgegen der meisten Würzburger Wendeschleifen wurde die Blockumfahrung in Heidingsfeld mit dem Uhrzeigersinn befahren, sodass die Züge nach Verlassen der Station Ostbahnhof im Straßenraum einer Einbahnstraße verkehren konnten. Die Strecke durch den Altort wird heute im Linienverkehr von der Omnibuslinie 16 bedient. Im Regelbetrieb wurde sie letztmals 2006 bei Gleisbauarbeiten zwischen den Haltestellen Reuterstraße und Klingenstraße von der Linie 5 zum Wenden befahren. Außerdem befuhr der mietbare „Schoppenexpress“ regelmäßig den kompletten Heidingsfelder Streckenast.
Am 19. Juli 2013 wurde die Strecke zum Heidingsfelder Ostbahnhof im Rahmen einer öffentlichen Sonderfahrt ein letztes Mal befahren und anschließend endgültig eingestellt.
Mittlerweile (Stand 2015) wurde ein Teil der Gleise auf Höhe des Rathauses und nahe der Haltestelle Reuterstraße entfernt. Somit ist die Strecke nicht mehr befahrbar. Im Zuge der Reaktivierung des Bahnhofes Heidingsfeld Ost wurde das Entfernen der Gleise jedoch heftig kritisiert.

### Streckenast Heidingsfeld – Heuchelhof
| \| \| \| Strecke von der Innenstadt \| \| \| \| \| Reuterstraße \| \| \| \| \| Strecke nach Heidingsfeld \| \| \| \| \| Klingenstraße \| \| \| \| \| Bahnstrecke nach Treuchtlingen \| \| \| \| \| Heriedenweg \| \| \| \| \| Steilstreckenabschnitt \| \| \| \| \| Berner Straße \| \| \| \| \| Straßburger Ring \| \| \| \| \| Wiener Ring \| \| \| \| \| Madrider Ring \| \| \| \| \| Strecke nach Rottenbauer \| \| \| \| \| Verzweigung der Wendeschleife \| \| \| \| \| Athener Ring \| \| \| \| \| \| \| |  |                                |                                |
| U-Bahn-Strecke |  | Strecke von der Innenstadt     | Strecke von der Innenstadt     |
| U-Bahn-Haltepunkt / Haltestelle |  | Reuterstraße                   | Reuterstraße                   |
| U-Bahn-Abzweig geradeaus und ehemals nach links |  | Strecke nach Heidingsfeld      | Strecke nach Heidingsfeld      |
| U-Bahn-Haltepunkt / Haltestelle |  | Klingenstraße                  | Klingenstraße                  |
| U-Bahn-Kreuzung mit Eisenbahn geradeaus unten |  | Bahnstrecke nach Treuchtlingen | Bahnstrecke nach Treuchtlingen |
| U-Bahn-Haltepunkt / Haltestelle |  | Heriedenweg                    | Heriedenweg                    |
| U-Bahn-Strecke |  | Steilstreckenabschnitt         | Steilstreckenabschnitt         |
| U-Bahn-Haltepunkt / Haltestelle |  | Berner Straße                  | Berner Straße                  |
| U-Bahn-Haltepunkt / Haltestelle |  | Straßburger Ring               | Straßburger Ring               |
| U-Bahn-Haltepunkt / Haltestelle |  | Wiener Ring                    | Wiener Ring                    |
| U-Bahn-Haltepunkt / Haltestelle |  | Madrider Ring                  | Madrider Ring                  |
| U-Bahn-Abzweig geradeaus, nach links und von links |  | Strecke nach Rottenbauer       | Strecke nach Rottenbauer       |
| |  | Verzweigung der Wendeschleife  |                                |
| U-Bahn-Strecke · U-Bahn-Haltepunkt / Haltestelle |  | Athener Ring                   | Athener Ring                   |
| U-Bahn-Strecke nach links · U-Bahn-Strecke nach rechts |  |                                |                                |

Die Strecke in den Stadtteil Heuchelhof wurde 1989 in Betrieb genommen. Sie beginnt mit der Abzweigung vom Heidingsfelder Streckenast und durchquert danach einen Rasengleisabschnitt am Rand der Reuterstraße. An der Kreuzung mit der Andreas-Grieser-Straße wechselt sie dann wieder in die Eisenbahnbauweise mit Schwellen. Es folgen die Haltestellen Klingenstraße und Heriedenweg in Straßenmittellage auf der Stuttgarter Straße. Am Heidingsfelder Ortsrand zweigt die Strecke dann nach links in die zweispurige Heuchelhofstraße ab. Hier beginnt die 9,1 Prozent steile Strecke auf den Heuchelhofberg, an deren Ende der gleichnamige Stadtteil beginnt. Zuvor wird noch die Autobahnbrücke der A3 unterquert. Auf Höhe der ersten Bebauung beginnt wieder ein begrünter Streckenabschnitt. Die Stationen Berner Straße und Straßburger Ring sind noch in Straßenmittellage angelegt. Zum leichteren Überqueren der Heuchelhofstraße existiert an der Berner Straße eine Fußgängerampel und am Straßburger Ring eine Fußgängerbrücke, die beide Straßenbahnsteige mit den Wohngebieten jenseits der Fahrbahn sicher verbindet. Hinter der Haltestelle wechselt die Bahn auf ein Rasengleis an der rechten Fahrbahnseite, in deren Verlauf die Haltepunkte Wiener Ring und Madrider Ring angelegt sind. Während die Strecke nach Rottenbauer und zum Betriebshof Heuchelhof nun links abzweigt, führt der Rasengleisabschnitt noch einige Meter weiter zur Wendeschleife am Athener Ring, die im Normalbetrieb die Endhaltestelle der Linie 3 ist.

### Streckenast Heuchelhof – Rottenbauer
| \| \| \| Strecke von Heidingsfeld \| \| \| \| \| Madrider Ring \| \| \| \| \| Strecke zum Athener Ring \| \| \| \| \| Betriebshof Heuchelhof \| \| \| \| \| Max-Mengeringhausen-Straße \| \| \| \| \| Brombergweg \| \| \| \| \| Verzweigung der Wendeschleife \| \| \| \| \| Rottenbauer \| \| \| \| \| \| \| |  |                               |                            |
| U-Bahn-Strecke |  | Strecke von Heidingsfeld      | Strecke von Heidingsfeld   |
| U-Bahn-Haltepunkt / Haltestelle |  | Madrider Ring                 | Madrider Ring              |
| U-Bahn-Abzweig geradeaus, nach rechts und von rechts |  | Strecke zum Athener Ring      | Strecke zum Athener Ring   |
| U-Bahn-Abzweig geradeaus, nach links und von links · U-Bahn-Betriebs-/Güterbahnhof Streckenende und quer |  | Betriebshof Heuchelhof        | Betriebshof Heuchelhof     |
| U-Bahn-Haltepunkt / Haltestelle |  | Max-Mengeringhausen-Straße    | Max-Mengeringhausen-Straße |
| U-Bahn-Haltepunkt / Haltestelle |  | Brombergweg                   | Brombergweg                |
| |  | Verzweigung der Wendeschleife |                            |
| U-Bahn-Strecke · U-Bahn-Haltepunkt / Haltestelle |  | Rottenbauer                   | Rottenbauer                |
| U-Bahn-Strecke nach links · U-Bahn-Strecke nach rechts |  |                               |                            |

Der Erweiterung vom Heuchelhof nach Rottenbauer wurde 1997 fertiggestellt und ist damit die jüngste Straßenbahnstrecke im Netz der WSB. Sie beginnt mit der Gleiskreuzung zwischen Madrider und Athener Ring. Hier wird die Heuchelhofstraße überquert und in einem Geländeeinschnitt geht es zur Stauffenbergstraße, vorbei am neuen Betriebshof der Würzburger Straßenbahn. Parallel zur Straße führt die Trasse durch das Gewerbegebiet Heuchelhof, das von der Haltestelle Max-Mengeringhausen-Straße erschlossen wird. Auf freier Strecke geht es dann weiter nach Rottenbauer. Für das Neubaugebiet im Norden des Ortes wurde die Haltestelle Brombergweg eingerichtet, danach folgt die Endstelle Rottenbauer mit Wendeschleife für die seit dem 30. November 1989 bestehende und 1997 vom Heuchelhof bis nach Rottenbauer verlängerte Linie 5.

## Betrieb

Schematischer Liniennetzplan der Straßenbahn

### Liniennetz
Die Würzburger Straßenbahn GmbH verfügt über folgende zwei Hauptlinien (täglich) und 3 Nebenlinien (mo–sa), an Schultagen gibt es auch Einzelfahrten als Schnellfahrten mit Auslassung einiger Haltestellen: (Stand September 2023)
| Linie | Streckenverlauf | Fahrtzeit | Länge*     |
| ----- | --- | --------- | ---------- |
| 1     | Grombühl, Uni-Kliniken – Hauptbahnhof – Juliuspromenade – Rathaus – Sanderring – Sanderau (verkehrt nur mo–sa, kein Spätverkehr) | 31 min.   | 10,4 km    |
| 2     | Zellerau, Bürgerbräu – Wörthstraße – Talavera – Ulmer Hof – Juliuspromenade – Hauptbahnhof (– Grombühl) (nur mo–sa, kein Spätverkehr)                                                                                               | 14 min.   | 8,0 km     |
| 3     | Hauptbahnhof – Juliuspromenade – Rathaus – Sanderring – Steinbachtal – Heidingsfeld – Heuchelhof (– Rottenbauer) (nur mo–sa, kein Spätverkehr)                                                                                      | 32 min.   | 19,3 km    |
| 4     | Zellerau, Bürgerbräu – Wörthstraße – Talavera – Ulmer Hof (– Juliuspromenade – Hauptbahnhof – Juliuspromenade) – Rathaus – Sanderring – Sanderau (früh morgens, abends und sonntags über Hauptbahnhof)                              | 25 min.** | 12,6 km ** |
| 5     | Grombühl, Uni-Kliniken – Hauptbahnhof – Juliuspromenade – Rathaus – Sanderring – Steinbachtal – Heidingsfeld – Heuchelhof (Athener Ring nur früh morgens, im Spätverkehr, sonntags sowie Einzelfahrten an Schultagen) – Rottenbauer | 42 min.   | 26,2 km    |
| 504   | Rottenbauer – Heuchelhof – Heidingsfeld, hält nur an der Reuterstraße – ohne Halt bis Sanderring – Rathaus – Wörthstraße – Zellerau, Bürgerbräu (nur Einzelfahrten an Schultagen)                                                   | 32 min    | ***        |
| 505   | Rottenbauer – Heuchelhof – Heidingsfeld, hält nur an der Reuterstraße – ohne Halt bis Sanderring – Rathaus – Hauptbahnhof (nur Einzelfahrten an Schultagen)                                                                         | 35 min    | ***        |

* Die Angabe bezieht sich auf beide Fahrtrichtungen, d. h. einen kompletten Linienumlauf.

** ohne Schleife über den Hauptbahnhof

*** Da es keinen fahrplanmäßigen Linienumlauf gibt, kann hierfür auch keine Strecke angegeben werden.

### Schnellfahrten
Im morgendlichen Berufs- und Schülerverkehr ergänzen die Schnelllinien 504 und 505 das Angebot, die bis zur Einführung von Matrixanzeigen mit einer roten Liniennummer gekennzeichnet waren. Sie verkehren von Rottenbauer zum Hauptbahnhof bzw. in die Zellerau und halten zwischen der Berner Straße und dem Sanderring nur an der Umsteigestation Reuterstraße. Wegen des großen Andrangs wurden nach der Auslieferung der neuen GT-N-Triebwagen die Schnellfahrten zunächst in Doppeltraktion durchgeführt. Mittlerweile wird von dieser Möglichkeit allerdings im Planverkehr kein Gebrauch mehr gemacht. Insgesamt werden (an Schultagen) auf der Linie 504 zwei Fahrten und auf der Linie 505 fünf Fahrten angeboten.

### Fahrplanangebot
Die Linien 1–5 verkehren montags bis samstags im 15-Minuten-Takt, wobei sich (außer dem Abschnitt Heuchelhof, Madrider Ring – Rottenbauer) durch Überlagerungen von mindestens zwei Linien vielerorts ein 7½-Minuten-Takt ergibt, im Innenstadtabschnitt Juliuspromenade – Hauptbahnhof und Dom – Sanderring und verkehren sogar vier Linien parallel. Trotzdem entstand dort kein dichteres Fahrplanangebot, da am Hauptbahnhof lange Zeit generell zwei Linien gleichzeitig abfuhren. Dieser Umstand, der bereits häufig von Fahrgästen kritisiert wurde, war laut WSB notwendig, um auf den Außenästen den 7½-Minuten-Takt zu gewährleisten. Außerdem würde eine Änderung dieser bisherigen Regelung zu signaltechnischen Problemen führen, da die Straßenbahn unmittelbar nach Verlassen der Haltestelle Hauptbahnhof West den Röntgenring kreuzt. Mit dem neuen Fahrplan, der 2017 in Kraft trat, wurden diese Probleme gelöst.
In den frühen Morgenstunden, im Spätverkehr sowie sonn-/feiertags verkehren die Linien 1, 2 und 3 nicht. Die Bedienung erfolgt dann ausschließlich durch die Linien 4 und 5, die beide im 15-Minuten-Takt – Sonntag morgens bis 11:30 Uhr (im Sommer bis 10 Uhr) alle 30 Minuten – verkehren. Wegen des Sammelanschlusses an der Juliuspromenade auf der gemeinsamen Stammstrecke fahren sie im Abstand von drei Minuten hintereinander. Um den Anschluss der Zellerau und der Sanderau an den Hauptbahnhof herzustellen befährt die Linie 4 zu diesen Schwachlastzeiten die Schleife Juliuspromenade – Hauptbahnhof – Juliuspromenade, die ansonsten durch die direkte Durchbindung zwischen den Haltestellen Dom und Ulmer Hof umgangen wird. Die dadurch entstandene Reisezeitverlängerung auf der Linie 4 zwischen der Innenstadt und der Zellerau wird von Fahrgästen kritisiert.
Während des Früjahrsvolksfests, des Kiliani-Volksfests und der Mainfrankenmesse werden in den Abendstunden und am Wochenende auf der Linie 2 zusätzliche Fahrten angeboten. Die Linie 2 verkehrt dann im 20-Minuten-Takt zwischen Hauptbahnhof und Zellerau. Am „Mantel-Sonntag“ wird die Linie 5 tagsüber zwischen Hauptbahnhof und Rottenbauer auf einen 10-Minuten-Takt verdichtet.
Einen durchgängigen Nachtverkehr gibt es nur in der Nacht von Silvester auf Neujahr, wo die Linien 4 und 5 jeweils im 30-Minuten-Takt verkehren. Lediglich auf der Linie 5 wird täglich eine Nachtfahrt von Grombühl nach Rottenbauer angeboten. Am Wochenende werden die Straßenbahnabschnitte (mit Ausnahme der Abschnitte Sanderring – Dallenbergbad und Congress-Centrum – Wörthstraße) stündlich von den Nachtbuslinien 91 bis 99 befahren.
Aufgrund eines Konstruktionsfehlers an den Fahrzeugen des Typs GT-N, welcher im Oktober 2023 bemerkt wurde, verkehren derzeit nur die Linien 4 und 5 tagsüber jeweils im Zehn-Minuten-Takt, die anderen Linien wurden infolge des Fahrzeugmangels vorläufig aus dem Fahrplan gestrichen.

## Fahrzeuge
Für den Fahrgastbetrieb kommen derzeit 40 Straßenbahnfahrzeuge dreier verschiedener Typen zum Einsatz, die alle Einrichtungsfahrzeuge sind:
- 6 dreiteilige GTW-D8 (Fahrzeugnummern 236, 238, 243 bis 246)
- 14 dreiteilige GT-E (Fahrzeugnummern 201 bis 214)
- 20 fünfteilige GT-N (Fahrzeugnummern 250 bis 269)

Darüber hinaus existieren noch einige Sonderfahrzeuge, die nur bei Sonderfahrten zum Einsatz kommen oder als Arbeitswagen fungieren:
- historischer Triebwagen GT-H. (Nummer 272)
- historischer Zweiachserzug Schoppen-Express für besondere Anlässe. (Nummern 291 und 292, Rathgeber 1954/1951 (Verbandstyp), 1983/1989 von der Straßenbahn Darmstadt erworben, dort Tw 13 und Bw 183)
- Schienenpflegezug (Nummer 295, Umbau aus einem 1984 von Bielefeld übernommenen Düwag-Achtachser)
- Elektrolokomotive (Nummer 299, Esslingen 1945, 1984 aus Stuttgart übernommen)
- Schneepflug

Alle Fahrzeuge sind meterspurig und für den Betrieb unter 750 Volt Gleichstrom ausgelegt. Neben den für den planmäßigen Betrieb benötigten Zügen verfügt die Würzburger Straßenbahn noch über diverse Instandhaltungsfahrzeuge, wie etwa einen Schienenschleifwagen oder einen Schneepflug. Für besondere Anlässe kann außerdem ein zum „Schoppen-Express“ umgebauter historischer Straßenbahnwagen gemietet werden.

### Aktueller Fuhrpark

#### Typ GT-N

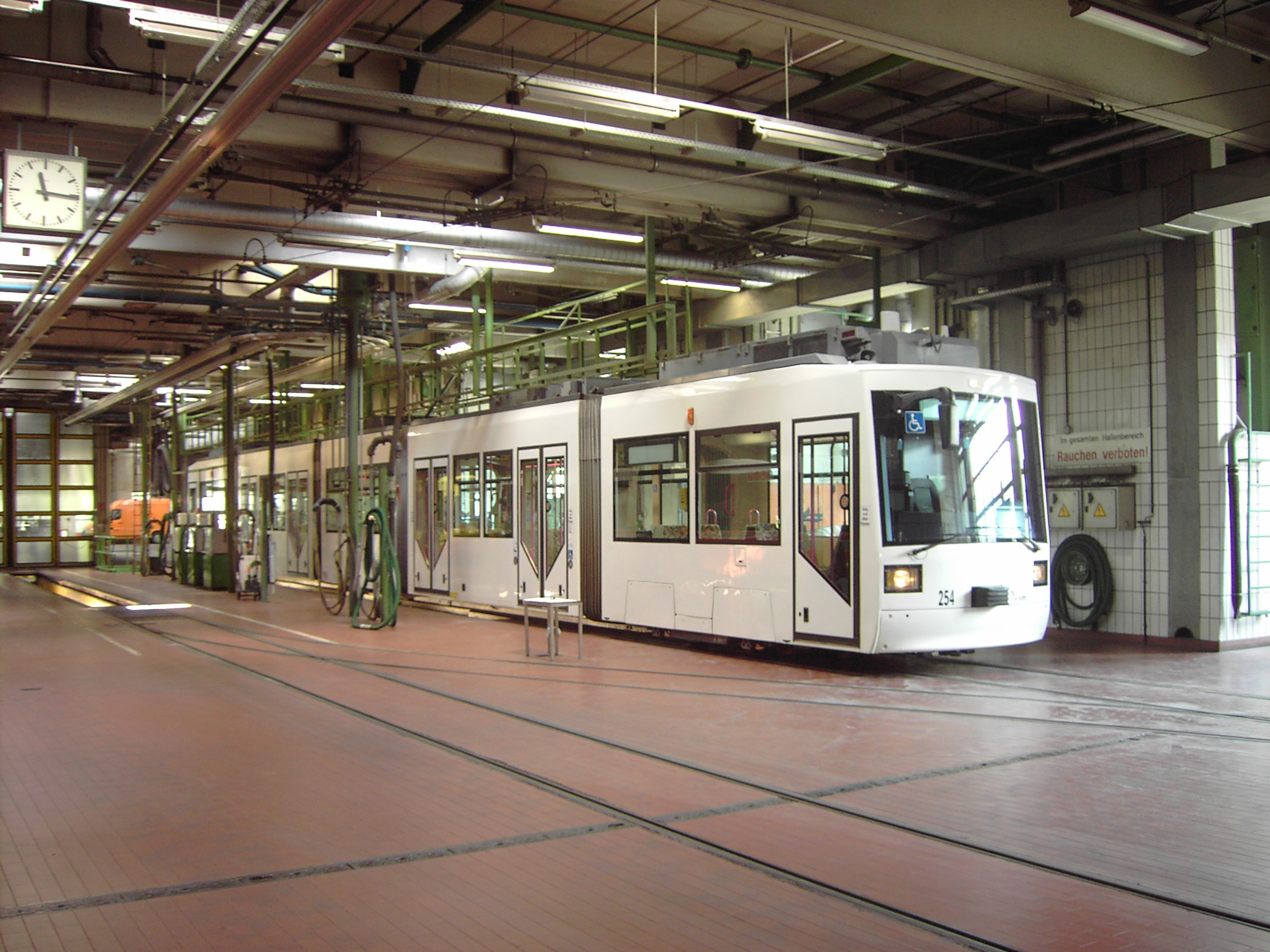
Ein GT-N im Betriebshof Sanderau

Für die Verlängerung der Heuchelhofstrecke nach Rottenbauer sowie zum Ersatz der aus Hagen übernommenen Sechsachser vom Typ GT-H wurde 1992 eine Ausschreibung über 20 neue Gelenkwagen erstellt. Da man mit dem zu zehn Prozent niederflurigen GT-E gute Erfahrungen gemacht hatte, wurde nun ein komplett niederfluriges Fahrzeug gefordert. Außerdem war wiederum ein Allachsantrieb für den Einsatz auf der Steilstrecke zum Stadtteil Heuchelhof notwendig. Durchsetzen konnten sich letztendlich Linke-Hofmann-Busch (LHB) für den wagenbaulichen Teil und Siemens für den elektrischen Teil. Das fünfteilige Fahrzeug ist mit zwölf Radnabenmotoren mit je 70 kW ausgerüstet, die eine Beschleunigung auf maximal 70 km/h ermöglichen. Insgesamt bietet der GT-N 82 Sitz- und 78 Stehplätze. 1996 wurden die neuen Züge geliefert. Zunächst erfolgte der Einsatz auf der Linie 2 (Hauptbahnhof – Zellerau), wurde nach und nach auf die anderen Linien ausgeweitet. Heute sind sie auf dem gesamten Streckennetz anzutreffen. Abgesehen von Wagen 250, der im Design der WSB gehalten ist, werden alle GT-N als Vollwerbeträger vermietet.

#### Probleme mit dem GT-N und Ersatzkonzept

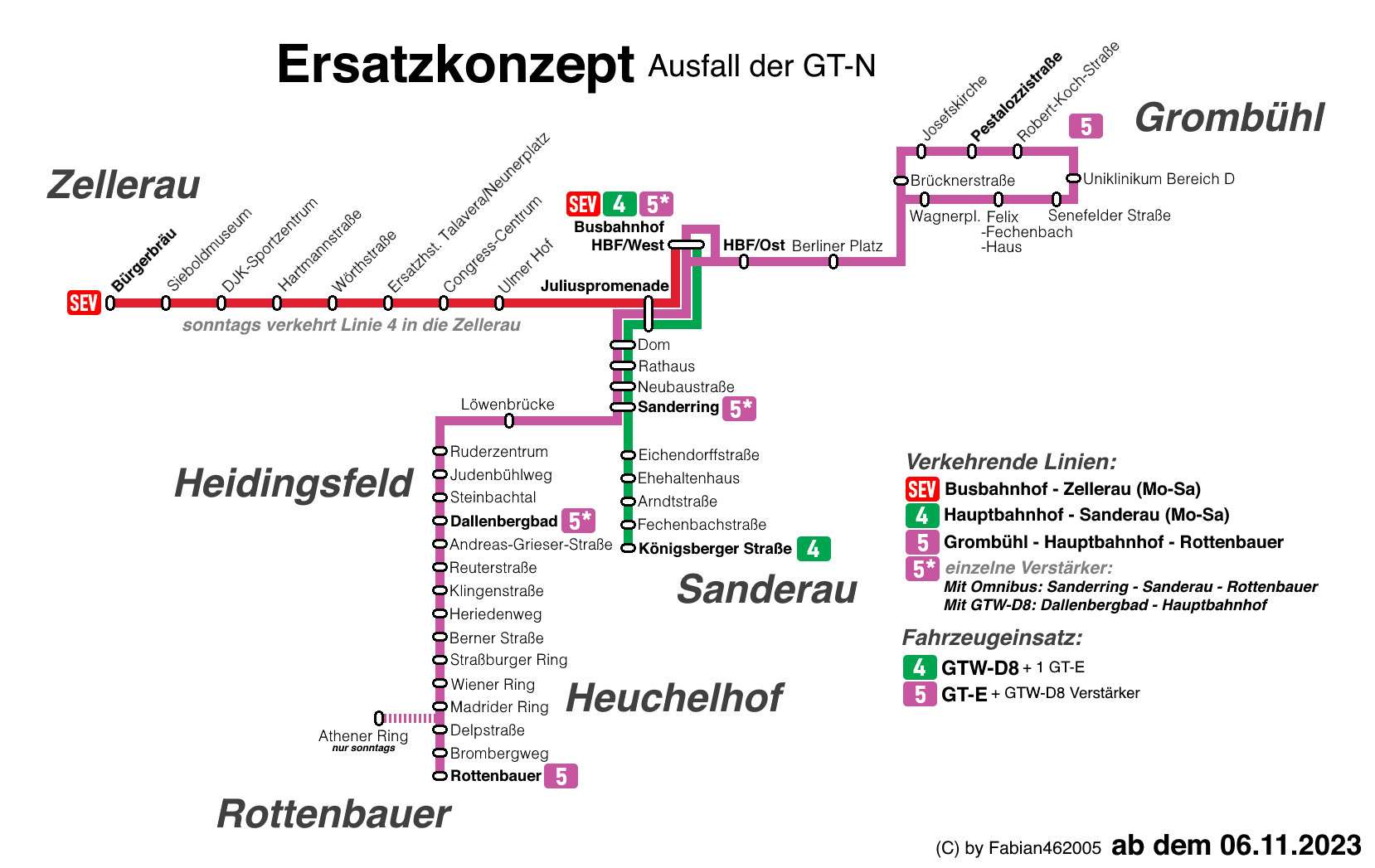

Am 3. November 2023 zog die Technische Aufsichtsbehörde alle 20 GT-N wegen eines Defekts an der sogenannten „Fahrwerksschwinge“ aus dem Verkehr. Eine Untersuchung läuft derzeit durch den TÜV Süd Rail. Die Schadensursache steht noch aus. Der Fahrzeugtyp wird voraussichtlich noch mehrere Monate über den Jahreswechsel hinaus außer Betrieb bleiben. In der Vergangenheit wies der GT-N schon mehrfach Probleme auf. Auch beim verwandten Fahrzeugtyp Variobahn gab es in der Vergangenheit in mehreren Städten Probleme. Erst Mitte 2025 sollen alle GT-N wieder in Betrieb sein.

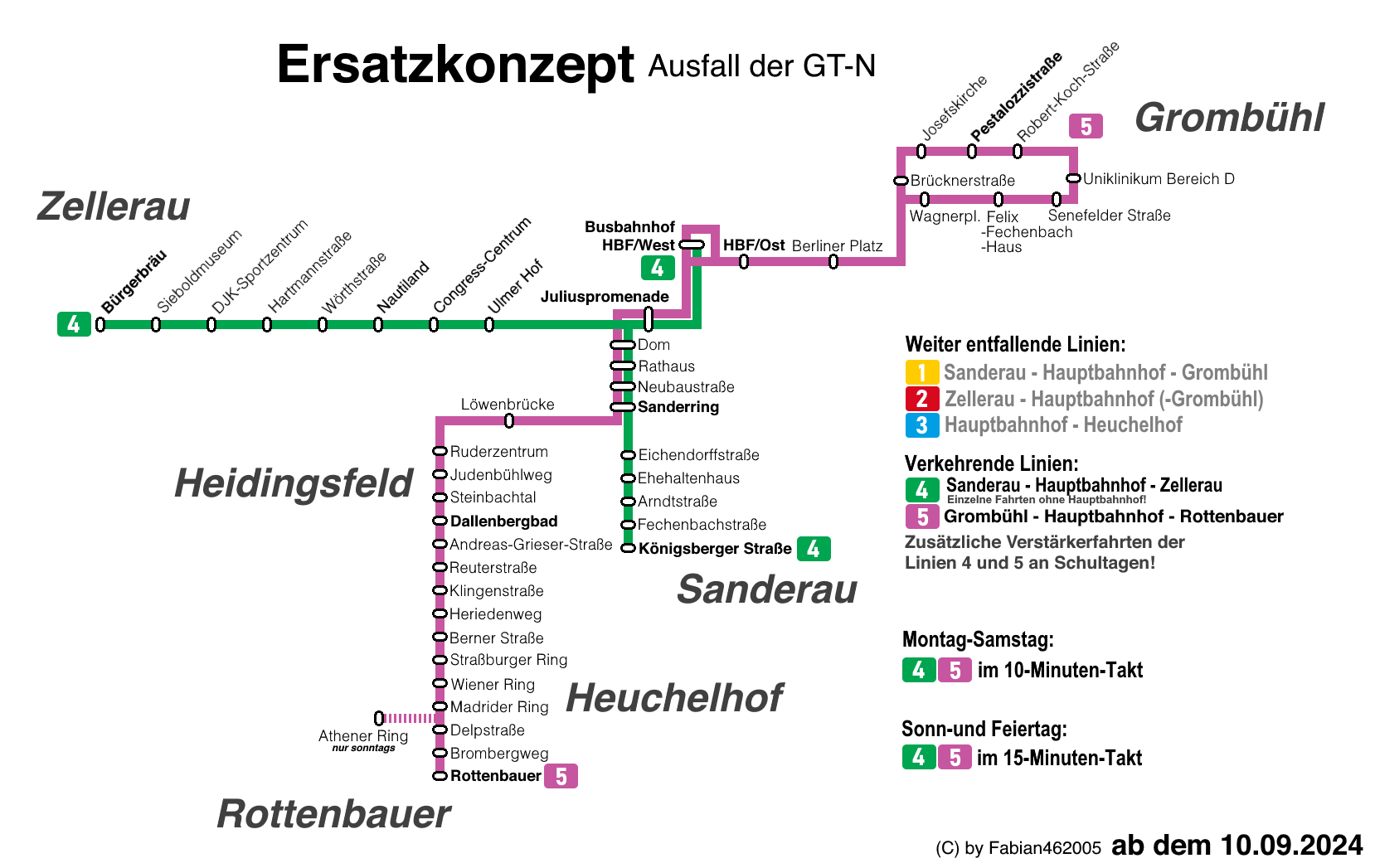
Das neue Ersatzkonzept mit der Straßenbahn in die Zellerau.

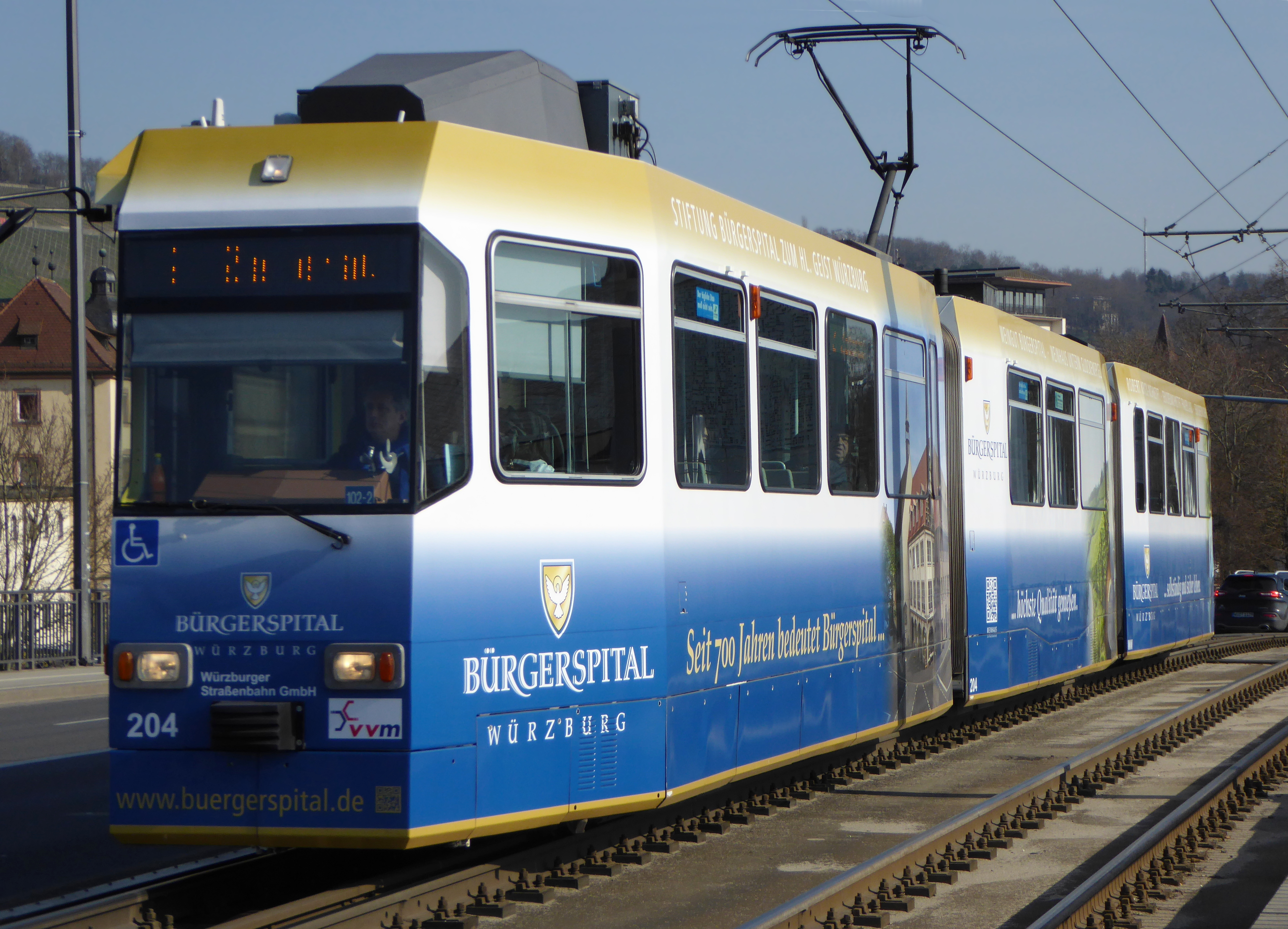
Wagen 204 auf der Friedensbrücke

Mit der vorübergehenden Abstellung der GT-N trat ab dem 6. November 2023 ein Ersatzkonzept in Kraft, welches Montag bis Samstag gilt:
- 4 Hauptbahnhof – Sanderring – Sanderau
- 5 Grombühl – Hauptbahnhof – Sanderring – Heidingsfeld – Heuchelhof – Rottenbauer
- Schienenersatzverkehr Hauptbahnhof – Zellerau

Auf der Linie 4 kommen hierbei fast ausschließlich die Hochflurer vom Typ GT-D zum Einsatz. Auf der Linie 5 verkehren zudem einige Schulverstärker. Für mobilitätseingeschränkte Personen gibt es zudem auf der Linie 4 zwischen Sanderau und Rathaus einen sogenannten Rollstuhl-Shuttle, welcher aufgrund des geringen Niederfluranteils auf der Linie 4 eingeführt wurde. Um den Niederflur-Ausfall auf der Linie 4 zu kompensieren, fährt auf dieser alle 40 Minuten ein Fahrzeug der Bauart GT-E mit Niederflur-Mittelteil.
Nach Probefahrten mit dem TW 259 im gesamten Streckennetz ab Mitte April 2024 wurde dieser am 3. Mai 2024 erstmals wieder im Linienverkehr eingesetzt. Die anderen GT-N sollen schrittweise folgen.
Ab dem 10. September 2024 geht nun das neue Ersatzkonzept an den Start. Dies geht mit den schrittweise stattfindenden Wiederinbetriebnahmen von GT-Ns einher. Das neue Ersatzkonzept gilt wie das alte auch Montag–Samstag. Das Besondere: Der Schienenersatzverkehr in die Zellerau wird abgeschafft; stattdessen verkehrt nun die Linie 4 wieder in die Zellerau. So sieht das Konzept folgendermaßen aus:
- 4 Zellerau – Hauptbahnhof – Sanderau
- 5 Grombühl – Hauptbahnhof – Sanderring – Heidingsfeld – Heuchelhof – Rottenbauer

Auf der Linie 4 kommen wieder die GT-D zum Einsatz. Auf der Linie 5 fahren hingegen nur Niederflurfahrzeuge, bedingt durch die Steilstrecke zum Heuchelhof. Zudem gibt es einige Schulverstärker, auch auf der Linie 4, welche den Hauptbahnhof auslassen und direkt zwischen Zellerau und Sanderau verkehren.

#### Typ GT-E
Als der neue Stadtteil Heuchelhof mittels einer Steilstrecke an das Netz der Würzburger Straßenbahn angeschlossen werden sollte, war der Kauf von neuen Straßenbahnwagen unvermeidlich. Als Novum gegenüber den älteren Triebwagen verfügen die knapp 33 Meter langen Züge der neuen Fahrzeugserie über einen Allachsantrieb mit vier 189-kW-Motoren und einen niederflurigen Mittelteil, um speziell älteren oder körperlich beeinträchtigten Fahrgästen des Behindertenzentrums Heuchelhof die Fahrt mit der Bahn zu erleichtern. Bei bestimmten Stationen mit ausreichend hohen Bahnsteigen entsteht durch die niedrige Bauweise beim Ein- und Aussteigen Barrierefreiheit. Die Höchstgeschwindigkeit beträgt 70 km/h. Ende 1988 kam von Linke-Hofmann-Busch und Siemens der erste von insgesamt vierzehn GT-E, ein dreiteiliger Einrichtungs-Gelenktriebwagen mit insgesamt acht Achsen in vier Drehgestellen. Er erhielt die Wagennummer 201. Die baugleichen Triebwagen 202 bis 214 folgten 1989. Heute kommen die GT-E auf allen Linien in Würzburg zum Einsatz. Sie sind größtenteils mit Vollwerbung beklebt.

#### Typ GTW-D8

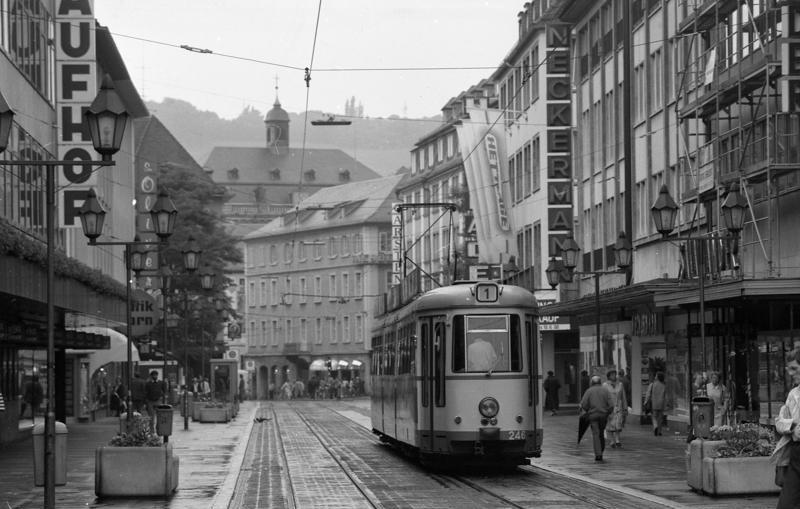
Wagen 246, hier auf einer Aufnahme aus dem Jahr 1988, ist als einer von sechs GTW-D8 2020 noch im Einsatz

In den Jahren 1967 und 1968 beschaffte die Würzburger Straßenbahn zehn sechsachsige Duewag-Gelenkwagen des Typs GTW-D6. Die elektrische Ausrüstung der zweiteiligen Wagen stammt von BBC. Jedes Enddrehgestell ist mit einem Düwag-Antrieb mit einem  Reihenschlussmotor mit einer Leistung von 120 kW ausgerüstet. Die Fahr- und Bremssteuerung erfolgt über einen fremdbelüfteten  Widerstandsfeinstufer mit Reihen-/Parallelschaltung und Feldschwächungsstufe. Der Feinstufer ist unterflur unter dem ersten Wagenteil angeordnet und wird mit einer Handkurbel vom Fahrerplatz über Gelenkwellen betätigt. Als Haltestellenbremse kommt eine elektrohydraulische Federspeicherbremse in beiden Triebdrehgestellen zum Einsatz. Das Laufdrehgestell ist ungebremst. Alle Drehgestelle verfügen über eine Magnetschienenbremse. Die Höchstgeschwindigkeit beträgt 65 km/h. Die Würzburger GTW-D6 erhielten die Nummern 231 bis 233 (Baujahr 1967) und 234 bis 240 (Baujahr 1968).

1975 kamen weitere acht Düwag-Straßenbahnzüge nach Würzburg, die jedoch bereits ab Werk als Achtachser ausgestattet waren. Sie erhielten deshalb die Bezeichnung GTW-D8 und die Fahrzeugnummern 241 bis 248. Um das Mehrgewicht des eingebauten Mittelteils besser bewältigen zu können bekamen sie zwei Motoren mit 150 kW Leistung und einer zusätzlichen automatisch geschalteten Feldschwächungsstufe. Das erste Laufdrehgestell wird mit einer vom Bremsstrom der Widerstandsbremse betätigten Scheibenbremse –  einer Solenoidbremse – gebremst und ist ebenfalls mit einem elektrohydraulischen Federspeicher als Haltestellenbremse ausgerüstet. Das zweite Laufdrehgestell ist ungebremst. Die übrige elektrische Ausrüstung ist gleich geblieben, auch die Höchstgeschwindigkeit blieb unverändert.

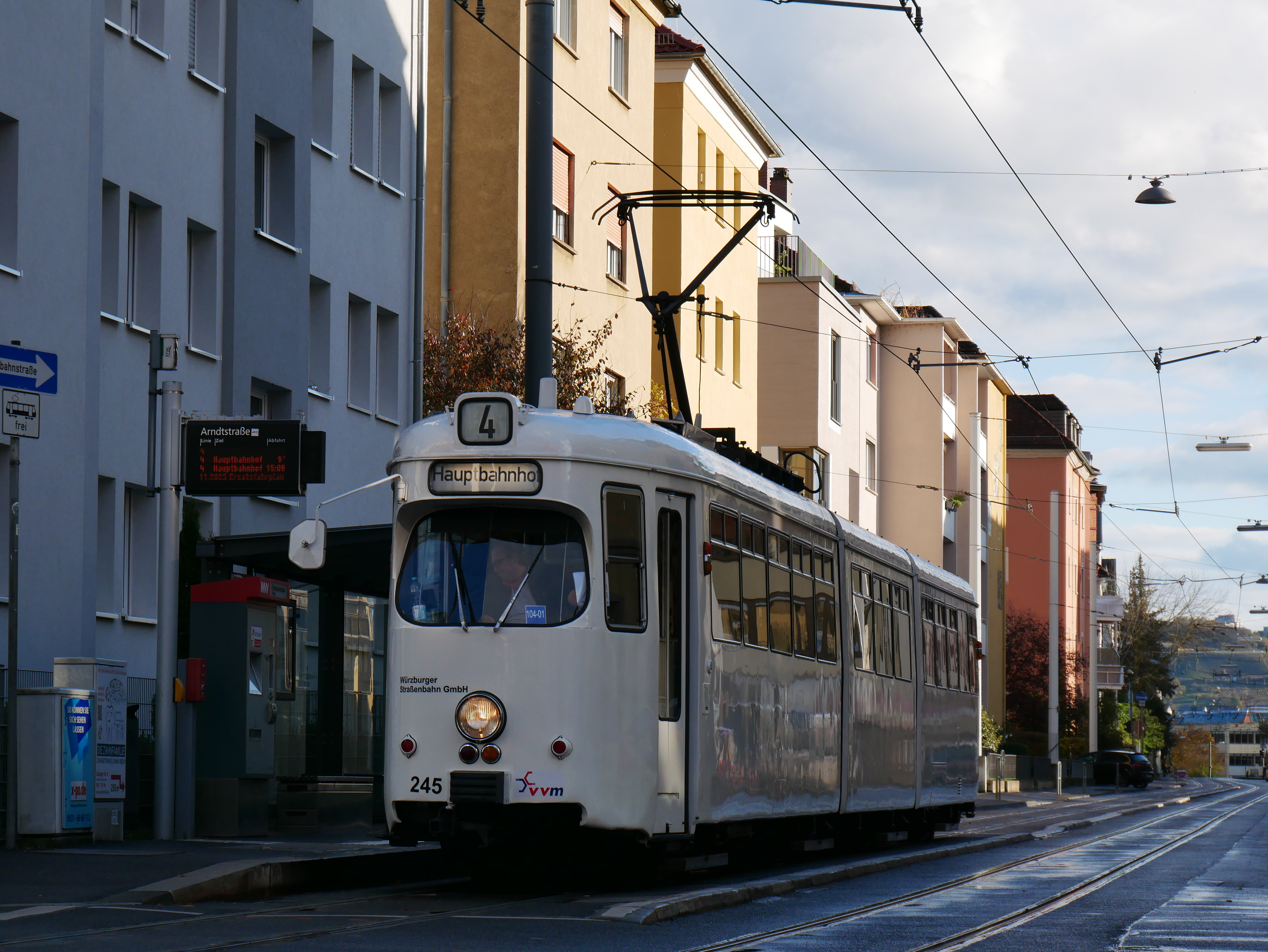
Duewag 245 während des Ersatzfahrplans an der Haltestelle Arndtstraße

1982 wurden die zehn Gelenkwagen der ersten Serie durch ein zusätzliches Mittelteil zu Achtachsern umgebaut. Seitdem tragen sie die Bezeichnung GTW-D8. Die Bremsausrüstung entspricht nach dem Umbau der der zweiten Serie. Leistungsmäßig wurden die Fahrzeuge jedoch nicht an die zweite Serie angepasst.
Die GTW-D8 waren früher auf allen Tallinien unterwegs. Heute werden zwei bis drei Wagen montags bis freitags tagsüber sowie nach Schulschluss zur Kapazitätserweiterung eingesetzt. Aufgrund ihrer schwachen Brems- und Antriebsleistung sowie einer fehlenden Zugbeeinflussung sind sie für den Verkehr auf der Heuchelhof-Steilstrecke nicht geeignet und kommen deshalb ausschließlich auf den Talstrecken zum Einsatz. Dabei ist es allerdings nicht möglich, während des 15-Minuten-Taktes die GTW-D8 im normalen Fahrzeugumlauf einzusetzen, da die Tallinie 2 umlaufmäßig mit Steilstreckenlinie 3 verknüpft ist und ebenso die Tallinien 1 und 4 einen gemeinsamen Umlauf mit der Steilstreckenlinie 5 bilden. Die Hochflurwagen kommen daher nur auf Umläufen der Linie 4/2 im 15-Minuten-Takt sowie den drei Verstärkerkursen zur Hauptverkehrszeit ab Betriebshof Sanderau Richtung Grombühl und Zellerau zum Einsatz. Bei Werkfahrten zum Betriebshof Heuchelhof können sie die Steilstrecke allein bewältigen. Bergab müssen sie mangels ausreichender Dauerleistung ihrer Widerstandsbremse und wegen des fehlenden zweiten vollwertigen Bremssystems über die Steilstrecke von einem GT-E oder GT-N geschleppt werden.
Im Jahr 2020 sind noch die sechs Wagen 236, 238 und 243 bis 246 in Betrieb, sie werden vom Betriebshof Sanderau aus eingesetzt. Die Wagen 233–235 wurden an ein Unternehmen in Salzgitter verkauft, während die Wagen 231, 232, 237, 240 bis 242 und 247 im November 2010 in Würzburg verschrottet wurden. Als nicht betriebsfähige Fahrzeuge in Würzburg blieben nur die Wagen 239 und 248. Wie bei der Würzburger Straßenbahn üblich trug ein Großteil der abgestellten und fahrtauglichen Düwag-Fahrzeuge Vollwerbung. Ausgenommen hiervon sind die Wagen 236, 243, 244 (alte WSB-Lackierung in gelb/roter Farbgebung) und 245 (weiß).
Obwohl sie Einrichtungsfahrzeuge sind, weisen die GTW-D8 auch auf der linken Fahrzeugseite Türen auf: eine einflügelige Tür hinter dem Fahrerplatz und eine zweiflügelige am Heck, die allerdings seit langem dauerhaft verschlossen sind.

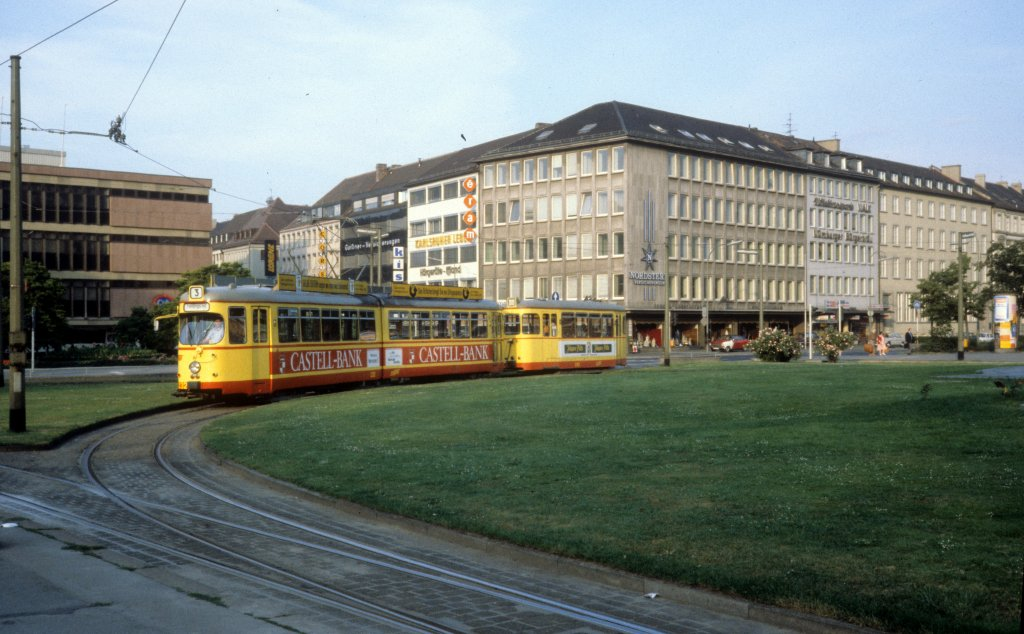
GTW-D6 232 mit BW 262 am Bahnhofplatz (1979)
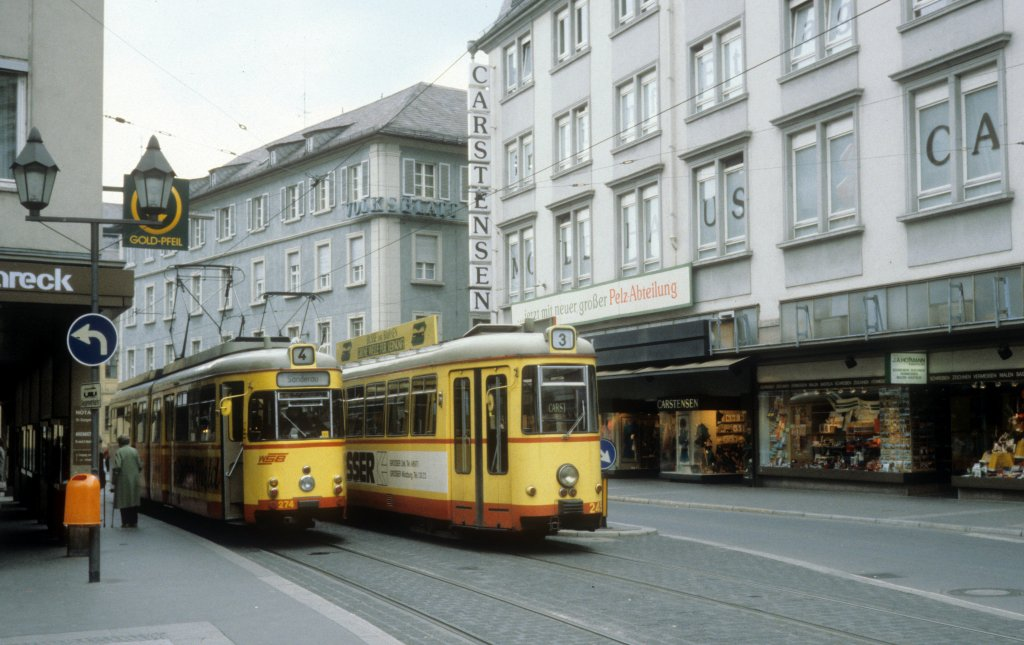
Heckansicht mit linksseitiger Tür des GTW-D8 245 (rechts) am Dominikanerplatz, links GT-H 274 (1980)
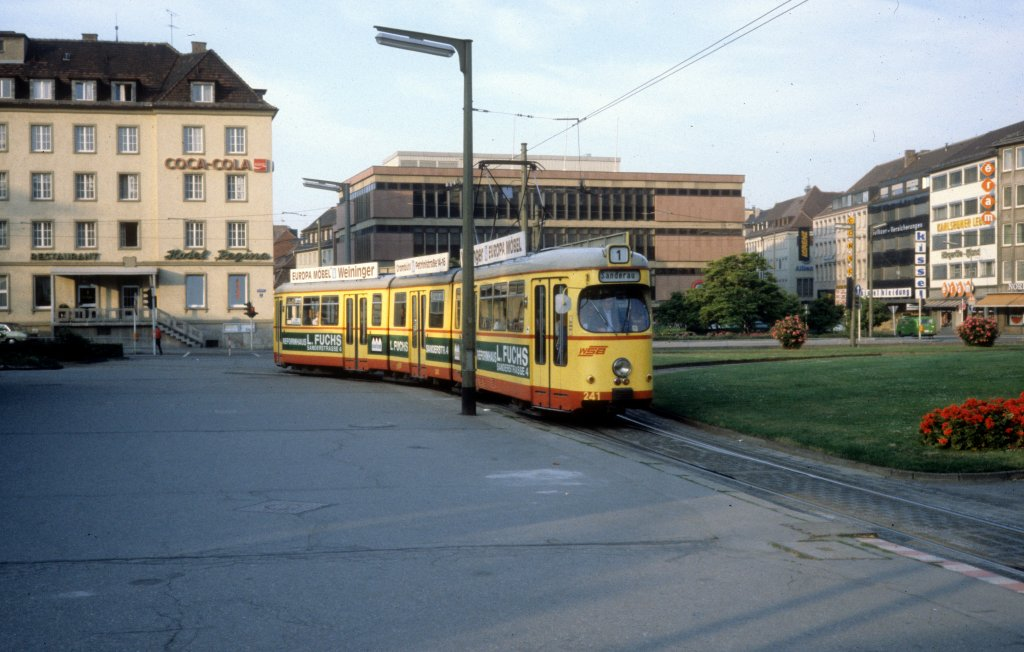
GTW-D8 241 am Bahnhofplatz (1979)
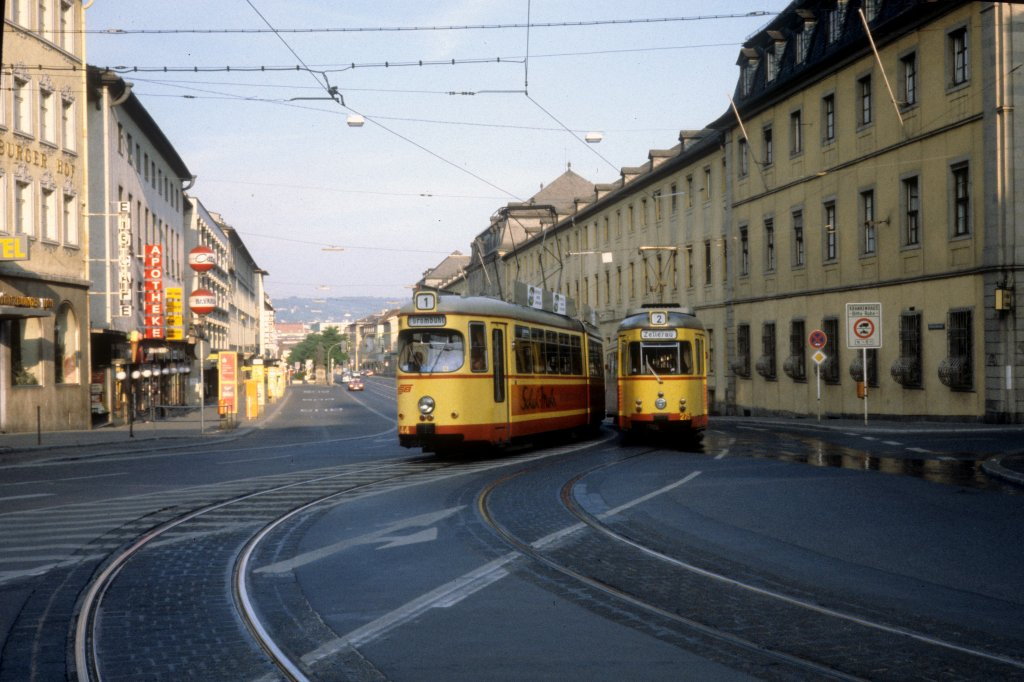
Frontansicht des GTW-D8 244 mit linksseitiger Tür, rechts daneben GT-H 275 (1979)

### Ehemaliger Fuhrpark

#### Straßenbahnzug Typ GT-H

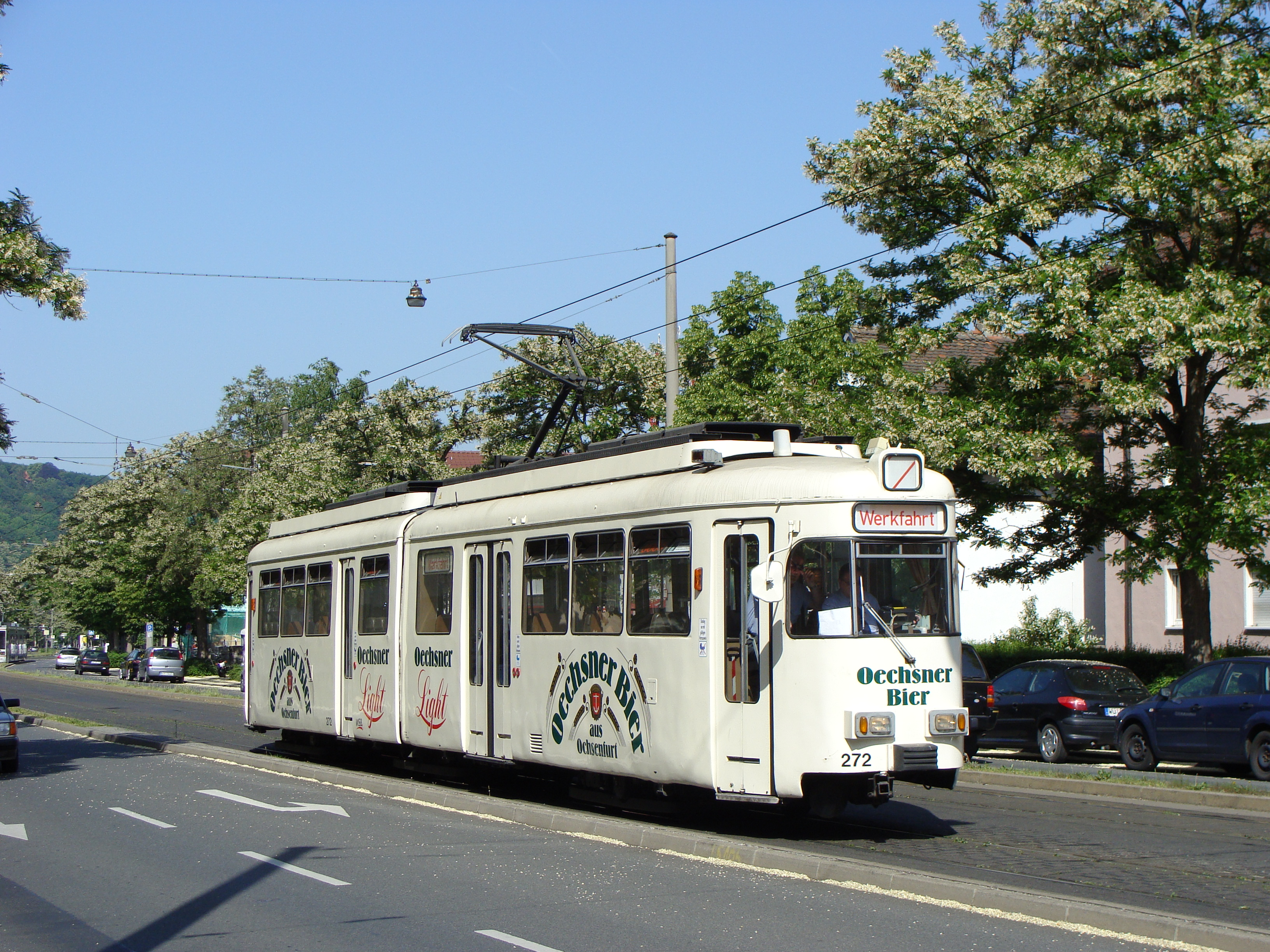
GT-H 272 auf Werkfahrt nahe der Hartmannstraße

1975 übernahm die Würzburger Straßenbahn zwölf sechsachsige Zweirichtungs-Gelenktriebwagen Typ Düwag GT6 von der Hagener Straßenbahn. Sechs der Fahrzeuge (ex Hagen 70 bis 75) waren Baujahr 1962 und erhielten in Würzburg die Wagennummern 270 bis 275, die zweite Hälfte (ex Hagen 76–81) mit Baujahr 1963 bekam die Nummern 276 bis 281. Die neu verwendete Typenbezeichnung GT-H deutet auf den ehemaligen Einsatzort der Fahrzeuge hin. Im Laufe der Zeit wurde ein Großteil der GT-H zu Einrichtungswagen umgebaut. Außerdem erhielten nahezu alle Fahrzeuge in den letzten Betriebsjahren in Würzburg großflächige Fahrzeugwerbungen.
Nachdem mit dem GT-N 1996 zwanzig neue Straßenbahnwagen nach Würzburg kamen, wurden die GT-H überflüssig. 1997 gab man vier Fahrzeuge (271, 274, 276 und 279) an die Straßenbahn Arad in Rumänien ab. Knapp ein Jahr später gingen schließlich die Wagen 270, 273, 275, 277, 278 und 281 an die Straßenbahn Grudziądz in Polen. Heute ist mit Triebwagen 272 in Würzburg noch ein GT-H betriebsfähig erhalten geblieben. Ein weiteres Fahrzeug, GT-H 280 steht nicht mehr fahrtauglich direkt neben dem Betriebshof Heuchelhof auf dem Gelände eines Sportplatzes und dient dort als Aufenthaltsraum.

### Zukünftiger Fuhrpark

#### Ausschreibung von Einrichtungsniederflurgelenktriebwagen
Mit Datum 30. Oktober 2018 haben die WVV als Betreiber der Würzburger Straßenbahn die Herstellung Lieferung von 18 Stück Niederflur-Gelenkstraßenbahnwagen ausgeschrieben. Zusätzlich wurde eine Option auf weitere neun Fahrzeuge ausgeschrieben, sofern die Streckenerweiterung Frauenland/Hubland kommt. Es erfolgt ein Verhandlungsverfahren mit vorherigem Aufruf zum Wettbewerb. Schlusstermin für die Einreichung der Teilnahmeanträge war der 3. Dezember 2018.
Die zu liefernden Straßenbahnen müssen folgende Eigenschaften erfüllen:

– modulares Fahrzeugkonzept, das eine spätere Verlängerung erlaubt

– ausgeschriebene Fahrzeuglänge etwa 36 Meter, Verlängerungsoption auf maximal 42 Meter

– 1000 Millimeter Spurweite

– 2400 Millimeter Wagenkastenbreite

– 3100 bis 3200 Millimeter Wagenhöhe bis Dachvoutenaußenkante (über SO)

– 750 V DC Fahrleitungsspannung

– Zentralfahrwerke sind nicht zugelassen

– Wagenkasten in vollgeschweißter Stahlleichtbauweise (mit geschweißter Seitenwand- und Dachbeblechung)

– Höchstgeschwindigkeit 70 km/h

– Einstiegshöhe 340 Millimeter über Schienenoberkante

– kleinster befahrbarer Gleisbogenradius 17,5 Meter

– mindestens vier Doppeltüren mit einer lichten Weite von 1300 Millimetern, Vorderkante erste Tür bis Hinterkante letzte Tür maximal 34 Meter

– alle Radsätze angetrieben und gebremst

– 220 Personen Fassungsvermögen (etwa 75 Sitz-/ 145 Stehplätze bei 4 Personen pro Quadratmeter)

– maximale Achslast 11 Tonnen

– Drehstrom-Asynchronmotoren
Der Hersteller hat die Wahl zwischen ausdrehbaren Fahrwerken, nicht- und bedingt ausdrehbaren Fahrwerken. Die Ausschreibung enthält Vorgaben über die zulässigen Ausdrehwinkel je nach Fahrwerksart. Bei Verwendung einer der letzten beiden Varianten müssen die Räder längsgekoppelt sein, ein Motor treibt hier über ein Getriebe zwei Räder je Fahrzeugseite an. Radsatzwellen sind nicht zulässig. Bei Verwendung von ausdrehbaren Fahrwerken wünscht die WVV hohlgebohrte Radsatzwellen. Der Radstand im Fahrwerk beträgt einheitlich 1800 Millimeter.
Außerdem müssen die Neufahrzeuge über vier sichere Stellplätze für Rollstuhlfahrer verfügen. Eine barrierefreie Zugangsmöglichkeit, die garantiert, dass maximal 50 Millimeter zum Haltestellenbordstein als Spalt verbleiben, werden gefordert. Die Haltestellenverlustzeit bei Bedienung dieser technischen Einrichtung wird auf 20 Sekunden begrenzt. Rampen im Fahrzeuginneren dürfen eine Längsneigung von 6 Prozent nicht überschreiten, wenn sie von Rollstuhlfahrern genutzt werden, andere Rampen dürfen bis zu 12 Prozent Längsneigung haben. Vor der ersten und nach der letzten Tür dürfen Stufen zu Aufenthaltsbereichen vorgesehen werden.
Die Befahrbarkeit der Rampe zwischen Heidingsfeld und Heuchelhof im Zuge der Linien 3 und 5 mit einer Längsneigung von 91 Promille auf einer Länge von etwa 1600 Metern muss der Hersteller ebenso garantieren.
Radsatzgeräusche sind durch Einbau einer Spurkranzschmierung zu minimieren. Zur Lebensdauer der Fahrzeuge fordert die WVV 30 Jahre und 2,5 Millionen Kilometer. Man geht also von der gleichen Lebensdauer der Fahrzeuge aus wie die nun zu ersetzenden GT-E aus dem Jahr 1992. Mit der Inbetriebnahme der Fahrzeuge dürfte etwa 2021 zu rechnen sein, die Ausschreibung enthält hier keinen konkreten Termin, wann das erste und wann das letzte Fahrzeug abgeliefert werden muss.
Als besonderes Ausstattungsmerkmal forderte die WVV optional 20 Stück USB-Ladebuchsen im Bereich der Sitzplätze, einen WLAN-Hotspot sowie eine Fahrgastraumklimatisierung. Der Planungs-, Umwelt- und Mobilitätsausschuss des Würzburger Stadtrates hat am 5. November 2019 die Beschlussvorlage zur Kenntnis genommen und in Kenntnis dieser beschlossen, dass die erste Serie von 18 Fahrzeugen mit allen drei optional ausgeschriebenen Ausstattungen bestellt werden sollen.

#### Bestellung der GT-F
Am 9. Dezember 2019 wurde der Vertrag zur Beschaffung der neuen Fahrzeuge vom WVV und dem Lieferanten HeiterBlick unterzeichnet. Die Einrichtungswagen werden fünfteilig bei 36 Meter Länge. Das mittlere Modul wird dabei ohne Radsatz und mit zwei Türen ausgerüstet. Pro Fahrzeug stehen 76 Sitzplätze und 147 Stehplätze zur Verfügung. Jede Straßenbahn verfügt über eine Leistung von 800 Kilowatt und hat ein Gewicht von 49,4 Tonnen. Zwei große Sondernutzflächen sind für Rollstühle, Kinderwagen und Fahrräder vorgesehen. Die Fahrzeuge werden mit großen Infotainment-Monitoren, Klimaanlage sowie 20 USB-Ladebuchsen ausgestattet. Die Auslieferung der neuen Fahrzeuge war für den Zeitraum von 2022 bis 2024 vorgesehen. Im April 2023 war das erste Fahrzeug in Bau. Es erhielt die Wagennummer 215 und wurde im Dezember 2024 ausgeliefert.

## Betriebshöfe
Die Würzburger Straßenbahn GmbH verfügt über zwei Straßenbahn-Betriebshöfe. Der ältere von beiden befindet sich in der Sanderau an der Haltestelle Fechenbachstraße. Nach der Eröffnung der Linie 5 zum Heuchelhof und der Neuanschaffung weiterer Züge reichten die Kapazitäten des Sanderauer Depots nicht mehr aus, deshalb wurde ein zusätzlicher Betriebshof im Gewerbegebiet Heuchelhof-Rottenbauer an der ehemaligen Haltestelle Stauffenbergstraße errichtet.

## Zukünftige Entwicklung

### Erweiterung des Streckennetzes
Schon seit Jahrzehnten gab es Bestrebungen, das Würzburger Straßenbahnnetz weiter zu vergrößern. So waren Neubaustrecken in die Stadtteile Versbach, Lengfeld und Frauenland sowie in die stadtnahen Gemeinden Höchberg, Randersacker, Gerbrunn und Zell (Main) – Margetshöchheim im Gespräch. Aufgrund der schlechten Haushaltslage der Stadt Würzburg und der allgemeinen finanziellen Knappheit wurden diese Projekte nicht weiterverfolgt. Stand 2024 waren dagegen folgende Netzerweiterungen in Umsetzung oder Planung:

#### Grombühl
| \| \| \| aus der Petrinistraße \| \| \| \| \| in die Robert-Koch-Straße \| \| \| \| \| Uniklinikum Bereich B und C \| \| \| \| \| Uniklinikum Bereich A \| \| \| \| \| Verzweigung der Wendeschleife \| \| \| \| \| Oberdürrbacher Straße \| \| \| \| \| \| \| |  |                               |                             |
| U-Bahn-Strecke von links · U-Bahn-Strecke geradeaus und quer |  | aus der Petrinistraße         | aus der Petrinistraße       |
| U-Bahn-Abzweig ehemals geradeaus, nach links und ehemals von links · U-Bahn-Strecke quer |  | in die Robert-Koch-Straße     | in die Robert-Koch-Straße   |
| U-Bahn-Haltepunkt / Haltestelle (Strecke außer Betrieb) |  | Uniklinikum Bereich B und C   | Uniklinikum Bereich B und C |
| U-Bahn-Haltepunkt / Haltestelle (Strecke außer Betrieb) |  | Uniklinikum Bereich A         | Uniklinikum Bereich A       |
| |  | Verzweigung der Wendeschleife |                             |
| U-Bahn-Strecke (außer Betrieb) · U-Bahn-Haltepunkt / Haltestelle (Strecke außer Betrieb) |  | Oberdürrbacher Straße         | Oberdürrbacher Straße       |
| U-Bahn-Strecke nach links (außer Betrieb) · U-Bahn-Strecke nach rechts (außer Betrieb) |  |                               |                             |

Diese Netzerweiterung umfasst die Fortführung der Gleise im Stadtteil Grombühl um etwa einen Kilometer vom bisherigen Wendepunkt an der Robert-Koch-Straße zu den Zentren für operative Medizin (ZOM) und innere Medizin (ZIM) des Universitätsklinikums. Die Gleise der Neubaustrecke werden über die Josef-Schneider-Straße und die Oberdürrbacher Straße zum ZOM geführt und erhalten am Straubmühlweg eine Wendeschleife. Neben der Endhaltestelle „Oberdürrbacher Straße“ in der Wendeschleife sind zwei Zwischenhalte vorgesehen: Die Haltestelle „Uniklinikum Bereich B und C“ entsteht in der Robert-Koch-Straße im Bereich der Kopf- und Frauenklinik. Die Haltestelle „Uniklinikum Bereich A“ an der Kreuzung Oberdürrbacher Straße und Lindleinsstraße entsteht im Einzugsbereich von ZOM und ZIM.
Für die 1,3 Kilometer lange Erweiterung erteilte die Regierung von Unterfranken am 9. März 2010 Baurecht. Im Dezember 2015 wurde eine staatliche Förderung von 17,9 Millionen Euro in Aussicht gestellt. Die Baukosten wurden auf 27 Millionen Euro taxiert.
Am 9. Juni 2016 beschloss der Stadtrat die Umsetzung verbindlich. Die vor dem Baubeginn erforderliche Umverlegung zahlreicher Versorgungsleitungen des Klinikums war für Ende 2016 geplant. Der Bau der Straßenbahn sollte 2017 an der Endschleife beginnen und bis 2020 fertig gestellt sein. Im Februar 2020 wurde schließlich mit dem Bau eines Medienkanals als Voraussetzung für den Bau der Gleisanlagen begonnen. Der Bau des Medienkanals sollte bis Juli 2021 abgeschlossen sein. Im Frühjahr 2020 sollte die Ausschreibung der Gewerke für den Straßenbahn-Gleisbau erfolgen. Erste Arbeiten für die Straßenbahn-Verkehrsanlagen sollten im dritten Quartal 2020 beginnen. Die Fertigstellung der Straßenbahnstrecke war für 2024 geplant. Die Gesamtkosten des Ausbaus wurden nunmehr mit 38 Millionen Euro angegeben. Die im Juli 2020 aktualisierten Pläne für den Bau sahen eine Verlängerung der Bauzeit von 48 auf 52 Monate und einen verzögerten Baustart nach Abschluss der Bauarbeiten am Medienkanal im Sommer 2021 vor. Vorgesehen war weiterhin eine Verschiebung der Fertigstellung auf Ende 2025 und die Inbetriebnahme Anfang 2026. Nachdem 2023 erste Maßnahmen zur Vorbereitung und Freimachung des Baufeldes sowie Kanalarbeiten durchgeführt wurden, war 2024 ein Beginn der Bauarbeiten im Jahr 2025 und eine Betriebnahme 2030 vorgesehen.

#### Frauenland und Hubland
| \| \| \| Stammstrecke vom Hauptbahnhof \| \| \| \| \| Barbarossaplatz \| \| \| \| \| Stammstrecke zur Juliuspromenade \| \| \| \| \| Mainfrankentheater / Residenz \| \| \| \| \| Ottostraße \| \| \| \| \| Südbahnhof \| \| \| \| \| \| \| \| \| \| Bahnstrecke Treuchtlingen–Würzburg und Stadtring Süd (B19) \| \| \| \| \| \| \| \| \| \| Frauenlandplatz \| \| \| \| \| Wittelsbacherplatz \| \| \| \| \| Holzbühlweg \| \| \| \| \| Campus Hubland Süd \| \| \| \| \| Campus Hubland Nord \| \| \| \| \| Hubland \| \| \| \| \| Eschenallee \| \| \| \| \| Verzweigung der Wendeschleife \| \| \| \| \| Washington Street \| \| \| \| \| \| \| |  |                                                            |                                                            |
| U-Bahn-Strecke |  | Stammstrecke vom Hauptbahnhof                              | Stammstrecke vom Hauptbahnhof                              |
| ehemaliger U-Bahn-Haltepunkt / Haltestelle |  | Barbarossaplatz                                            | Barbarossaplatz                                            |
| U-Bahn-Strecke quer · U-Bahn-Abzweig ehemals geradeaus, nach rechts und ehemals von rechts |  | Stammstrecke zur Juliuspromenade                           | Stammstrecke zur Juliuspromenade                           |
| U-Bahn-Haltepunkt / Haltestelle (Strecke außer Betrieb) |  | Mainfrankentheater / Residenz                              | Mainfrankentheater / Residenz                              |
| U-Bahn-Haltepunkt / Haltestelle (Strecke außer Betrieb) |  | Ottostraße                                                 | Ottostraße                                                 |
| U-Bahn-Haltepunkt / Haltestelle (Strecke außer Betrieb) |  | Südbahnhof                                                 | Südbahnhof                                                 |
| |  |                                                            |                                                            |
| U-Bahn-Kreuzung mit Eisenbahn geradeaus unten (Strecke geradeaus außer Betrieb) |  | Bahnstrecke Treuchtlingen–Würzburg und Stadtring Süd (B19) | Bahnstrecke Treuchtlingen–Würzburg und Stadtring Süd (B19) |
| |  |                                                            |                                                            |
| U-Bahn-Haltepunkt / Haltestelle (Strecke außer Betrieb) |  | Frauenlandplatz                                            | Frauenlandplatz                                            |
| U-Bahn-Haltepunkt / Haltestelle (Strecke außer Betrieb) |  | Wittelsbacherplatz                                         | Wittelsbacherplatz                                         |
| U-Bahn-Haltepunkt / Haltestelle (Strecke außer Betrieb) |  | Holzbühlweg                                                | Holzbühlweg                                                |
| U-Bahn-Haltepunkt / Haltestelle (Strecke außer Betrieb) |  | Campus Hubland Süd                                         | Campus Hubland Süd                                         |
| U-Bahn-Haltepunkt / Haltestelle (Strecke außer Betrieb) |  | Campus Hubland Nord                                        | Campus Hubland Nord                                        |
| U-Bahn-Haltepunkt / Haltestelle (Strecke außer Betrieb) |  | Hubland                                                    | Hubland                                                    |
| U-Bahn-Haltepunkt / Haltestelle (Strecke außer Betrieb) |  | Eschenallee                                                | Eschenallee                                                |
| |  | Verzweigung der Wendeschleife                              |                                                            |
| U-Bahn-Strecke (außer Betrieb) · U-Bahn-Haltepunkt / Haltestelle (Strecke außer Betrieb) |  | Washington Street                                          | Washington Street                                          |
| U-Bahn-Strecke nach links (außer Betrieb) · U-Bahn-Strecke nach rechts (außer Betrieb) |  |                                                            |                                                            |

Eine weitere Linie soll das Frauenland, die Universität am Hubland, den neu entstehenden Stadtteil an den ehemaligen Leighton Barracks, sowie möglicherweise Gerbrunn abdecken. Die Anbindung des Hublands ist aufgrund der steigenden Studentenzahlen unausweichlich, zumal noch die Erweiterung der Fachhochschule am Sanderheinrichsleitenweg für zusätzliche Fahrgäste sorgen wird. Die bisherige Anbindung per Bus stößt schon seit Längerem an ihre Kapazitätsgrenze, weswegen neben den Linien 10, 14 und 34 die während des Semesters verkehrenden Unilinien 114 und 214 ins Leben gerufen werden mussten. Die Linie würde mit 28.000 Fahrgästen pro Tag die meistgenutzte Würzburger Straßenbahnlinie.
Die Trasse, die das Mainfrankentheater, die Residenz, den Südbahnhof, die Gebäude der Universität am Wittelsbacherplatz und am Hubland sowie die Universitätserweiterung und das Gelände der Landesgartenschau 2018 auf dem Leigthon-Areal erschließen soll, wurde vom Würzburger Stadtrat bereits im Juni 2009 gefunden. Im Juli 2012 wurde die Planfeststellung für die Erweiterung durch die Regierung von Unterfranken eingeleitet und dabei die geplante Streckenführung exaktifiziert. Die Fertigstellung war zur Landesgartenschau 2018 angestrebt.
Die WVV hat dazu Informationen und einen Liniennetzplan mit allen bis 2018 geplanten Linienerweiterungen offengelegt: Entgegen der oftmals verwendeten Bezeichnung Linie 6 für die Neubaustrecke soll diese nach Fertigstellung in das bestehende Twin-Line-Konzept eingebunden und von den bisher am Hauptbahnhof endenden Linien 2 und 3 bedient werden. Dabei ist folgender Linienverlauf geplant:
- Linie 2: Zellerau – Juliuspromenade – Hauptbahnhof – Frauenland – Hubland
- Linie 3: Heuchelhof – Heidingsfeld – Sanderring – Stadtmitte – Juliuspromenade – Frauenland – Hubland

Die Linie 2 wird in beide Fahrtrichtungen den Hauptbahnhof mittels einer kurzen Stichfahrt erschließen, während die Linie 3 hinter der Juliuspromenade direkt auf die Neubaustrecke einbiegt. Die Routen der anderen Straßenbahnlinien werden sich nicht verändern. Zwischen Juliuspromenade und der Wendeschleife am Hubland ist eine Fahrzeit von 17 Minuten vorgesehen.
Im Juni 2013 gab der Aufsichtsrat der Würzburger Straßenbahn bekannt, dass eine Fertigstellung zur Landesgartenschau 2018 nicht mehr möglich sei. Verantwortlich dafür sei der schleppende Verlauf des Planfeststellungsverfahrens mit 450 Einwendungen. Im März 2014 legte die WSB umfangreiche Planänderungen vor, für die die Regierung ein neues Anhörungsverfahren durchführte. Im November 2019 startete ein drittes Auslegungsverfahren im Rahmen der Planfeststellung, das unter anderem wegen neuer schalltechnischer Untersuchungen und einer Fortschreibung der Verkehrsprognose über das Jahr 2025 hinaus notwendig geworden war. Ende Januar 2020 wurden 57 Einwendungen, die im Zuge der dritten Auslegung eingegangen sind, zur Stellungnahme an die WSB weitergegeben. Der Planfeststellungsbeschluss wurde im Dezember 2020 erlassen.

#### Würzburger Norden
Die Anbindung des IKEA-Marktes an der Bundesstraße 19 im Stadtteil Lindleinsmühle (momentan durch Bus-Linie 25). Neben dem Möbelmarkt und weiteren Gewerbeflächen soll dort ein Wohngebiet und ein Fußballstadion entstehen. Um dieses Neubaugebiet sinnvoll mit dem öffentlichen Nahverkehr zu erschließen, soll, so Stadtbaurat Christian Baumgart, die Straßenbahn (Linie 7) dorthin geführt werden. Die Trasse verliefe über die Versbacher Straße und die Hessenstraße zum neuen IKEA-Markt. Innerhalb des neuen Wohn- und Gewerbegebiets wären zwei Haltestellen vorgesehen. Als Alternative zu einer Straßenbahnlinie prüft die Stadt auch eine Seilbahnlinie (3S-Bahn) zu IKEA. 2020 wurde durch die Stadt Würzburg eine Potenzialanalyse für den Ausbau der Straßenbahn in die Stadtteile Versbach, Lindleinsmühle und Lengfeld durchgeführt. Im Juli 2021 beschloss der Würzburger Stadtrat mit großer Mehrheit, für 300.000 € eine Machbarkeitsstudie für den Ausbau in Auftrag zu geben.

### Umgestaltung des Bahnhofsareals
Als eines der wichtigsten Projekte gilt jedoch die Sanierung des Bahnhofsvorplatzes und der Neubau einer zentralen Straßenbahnhaltestelle vor dem Bahnhofsgebäude. Damit würde der seit 1996 andauernde Zustand mit den drei Haltestellen Hauptbahnhof West (vor den Pavillons am Westrand des Bahnhofsplatzes für die Züge in Richtung Innenstadt), Hauptbahnhof Ost (am Haugerring stadtauswärts für die Züge in Richtung Grombühl) und Hauptbahnhof Mitte (direkt vor dem Bahnhofsgebäude als zusätzliche Entlastungshaltestelle zum Aussteigen) aufgehoben.

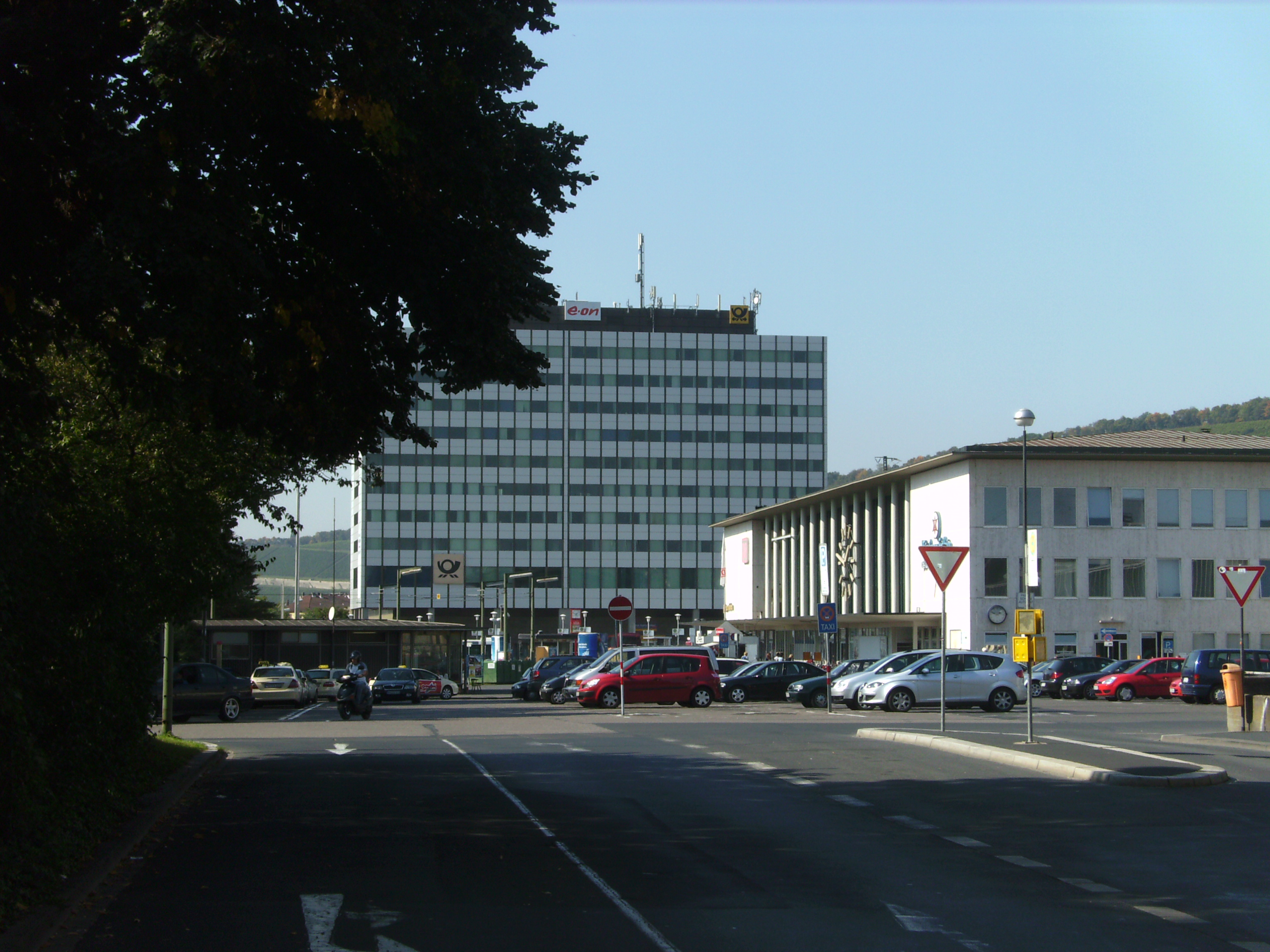
Von Grombühl kommend verläuft die neue Trasse über den bisherigen Parkplatz und mittig zwischen Bahnhofsgebäude (rechts) und Verkaufspavillons (links) durch. Die eingleisige Strecke zum Wenden mündet an der Querstraße von links ein. Auf dem Platz rechts soll der neue ZOB entstehen.

Nach den Planungen soll eine neue, zweigleisige Strecke in L-Form über den Bahnhofplatz führen. Von der Kaiserstraße kommend folgt diese dem westlichen Teil der bisherigen Wendeschleife bis zum Scheitelpunkt vor dem Bahnhofsgebäude. Von dort aus wird die Strecke dann über die Fläche des derzeitigen Kurzzeitparkplatzes geradlinig nach Osten in Richtung Grombühl weitergeführt. Die Haltestellen entstehen mittig zwischen Bahnhofsgebäude und den östlichen Pavillons in beide Fahrtrichtungen. Auf dem Bereich des Parkplatzes und des Parkhauses Am Quellenbach ist in unmittelbarer Nähe zur neuen Straßenbahnhaltestelle der neue Zentrale Omnibusbahnhof mit östlich angrenzenden Parkplätzen vorgesehen.
Der zweite Teil der bisherigen Straßenbahnwendeschleife vor den östlichen Pavillons entfällt und wird durch eine großzügiger angelegte, eingleisige Trasse ersetzt. Diese zweigt wie bisher im Kreuzungsbereich Kaiserstraße / Röntgenring ab, folgt dann dem Haugerring am südlichen Rand des Bahnhofsplatzes. Im Bereich der bisherigen Haltestelle Hauptbahnhof Ost entsteht ein Überholgleis. Am westlichen Rand der Haugerglacisstraße durchsticht die Strecke dann den Ringpark, um im Bereich des bisherigen Kurzzeitparkplatzes wieder auf die zweigleisige Neubaustrecke einzumünden. Zudem ist eine Verlegung der Richtung Grombühl führenden Gleistrasse vom Haugerring in die Haugerglacisstraße geplant, damit die Züge direkt in die neue Haltestelle einfahren können.
Im Jahr 2005 schien der Knoten durchschlagen, als die Essener Firma Management für Immobilien AG (mfi) am Hauptbahnhof ein Einkaufszentrum („Würzburg Arcaden“) errichten wollte und als Zugeständnis an die Stadt den Bahnhofsvorplatz neu gestalten, einen Teil des Ringparks renaturieren sowie den Bau einer neuen Straßenbahnhaltestelle und die Verlegung des Omnibusbahnhofs finanzieren. Die Wahrscheinlichkeit einer Realisierung ist mittlerweile wieder in weite Ferne gerückt, da bei einem Bürgerentscheid am 3. Dezember 2006 das umstrittene Projekt mit rund 49 zu 51 Prozent der Stimmen abgelehnt wurde. Der Stadtrat möchte jetzt die Entwicklung eines Einkaufszentrums am Kardinal-Faulhaber-Platz vorantreiben, da sich aus dem Verkauf der Bebauungsflächen finanzielle Mittel für die Stadt erwirtschaften ließen, die in eine Umgestaltung des Bahnhofsareals investiert werden könnten.

### Vorschlag Regionalstadtbahn
Ein anderes Projekt wird insbesondere von der Interessengemeinschaft Würzburger Straßenbahn (IWS), dem Verkehrsclub Deutschland (VCD) und dem Arbeitskreis ÖPNV der Agenda 21 vertreten: Die Verbindung der fünf in Würzburg zusammentreffenden Eisenbahnstrecken aus den Richtungen Gemünden (Main), Schweinfurt, Kitzingen, Ochsenfurt und Lauda und dem innerstädtischen Straßenbahnnetz mit einer Regionalstadtbahn nach dem Karlsruher Modell. Dieser teilweise als „Mainfrankenbahn“ – zurzeit betreibt DB Regio Bayern unter der Marke Mainfrankenbahn SPNV-Leistungen – bezeichnete Vorschlag wurde jedoch wegen der erforderlichen hohen Investitionssummen kritisiert, unter anderem wäre wegen der verschiedenen Spurweiten der beiden Verkehrsmittel im Straßenbahnnetz ein Dreischienengleis notwendig. Von den Befürwortern wird eine Realisierung in mehreren Schritten vorgeschlagen. In der ersten Stufe sehen diese Pläne eine separate Weiterentwicklung der bestehenden Netze von Straßenbahn und Eisenbahn vor, während in einer späteren Ausbaustufe eine Zusammenführung möglich wäre.

### Ausbau der dynamischen Fahrgastinformation
Ein relativ neues Projekt der WVV ist die Installation von Anzeigetafeln zur dynamischen Fahrgastinformation an allen wichtigen Straßenbahnhaltestellen. Begonnen wurde dieses Projekt Anfang 2006 mit der Errichtung einer Testanlage an der Endhaltestelle Mainaustraße in der Zellerau. In der Innenstadt sind mittlerweile alle Straßenbahnhaltestellen und einige Bushaltestellen mit diesen Anzeigen ausgestattet. Da die relativ großen Anzeigetafeln das Stadtbild stören, wurde deren Errichtung an den zentralen Haltestellen Dom und Rathaus von der WVV bis zur Verfügbarkeit kompakterer Anzeigen im Jahr 2012 zurückgestellt. Die WVV war europaweit das erste Nahverkehrsunternehmen, das Digitalfunk auf TETRA-Basis zur Informationsübermittlung einsetzte. Im Laufe der Zeit sollen immer mehr Haltestellen mit den pro Stück 16.000 € teuren Anzeigetafeln ausgestattet werden.

### Straßenbahn-Taktverdichtung – StrabaCityTakt

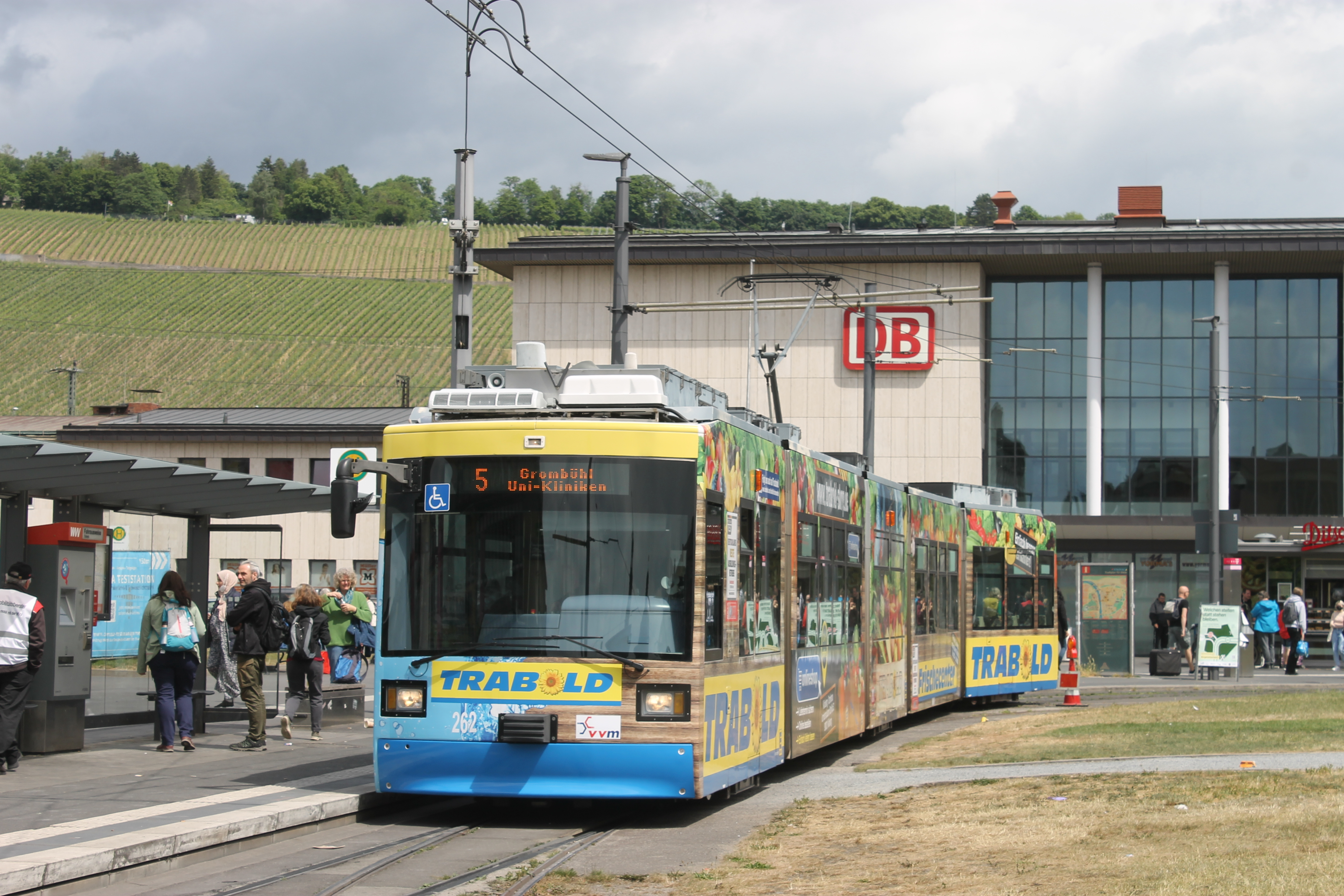
GT-N 262 als Linie 5 nach Grombühl.

Am 4. Mai 2023 beschloss der Würzburger Stadtrat, mit dem Busnetz+ Stufe 2 auch eine Straßenbahn-Taktverdichtung einzuführen. Folgende Punkte wurden hierbei beschlossen:
- Linie 3 fährt in der Rush-Hour im 5/10-Minuten-Takt und ergänzt sich somit mit der Straßenbahnlinie 5 zwischen Hauptbahnhof und Heuchelhof zum 5-Minuten-Takt.[63][64]
- Ausrückende Straßenbahnen der Linie 3 fahren ab Rottenbauer Richtung Innenstadt
- In der Hauptverkehrszeit Verlängerung der Linie 2 nach Grombühl
- Einstellung der Schnellbahn-Linie 505 nach Heuchelhof/Rottenbauer zugunsten des 5-Minuten-Taktes
- Ausweitung der Betriebszeiten (Am Wochenende sogar bis 2 Uhr)
- Entfall des morgendlichen 12-Minuten-Taktes zugunsten der Taktfamilie 7,5/15/30/60
- 5-Linien-Konzept auch am Samstag
- Anschlusspunkt Juliuspromenade mit Anschluss an die Linien 6, 9 und 16
- Einsatz der GT-D zwischen 07:00 und 08:30 Uhr, 12:00 und 14:00 Uhr sowie 16:00 und 18:30 Uhr notwendig

Verlauf der Linien ab 12. September 2023:
| Linie | Streckenverlauf | Takt (in min.)   | Takt (in min.) | Takt (in min.)     |
| Linie | Streckenverlauf | Montag–Freitag   | Samstag        | Sonn- und Feiertag |
| ----- | --- | ---------------- | -------------- | ------------------ |
| 1     | Grombühl Uni-Kliniken – Hauptbahnhof – Juliuspromenade – Stadtmitte – Sanderring – Sanderau (Verkehrt nicht am Sonntag)                             | 15               | 15             | kein Betrieb       |
| 2     | (Grombühl Uni-Kliniken –) Hauptbahnhof – Juliuspromenade – Wörthstraße – Zellerau (Nur HVZ nach Grombühl, Verkehrt nicht am Sonntag)                | 15               | 15             | kein Betrieb       |
| 3     | Hauptbahnhof – Juliuspromenade – Stadtmitte – Sanderring – Steinbachtal – Heidingsfeld – Heuchelhof (Verkehrt nicht am Sonntag)                     | HVZ 5/10, NVZ 15 | 15             | kein Betrieb       |
| 4     | Sanderau – Sanderring – Stadtmitte (– Juliuspromenade – HBF) – Juliuspromenade – Wörthstraße – Zellerau (Am Abend und am Sonntag über Hauptbahnhof) | 15               | 15             | 15                 |
| 5     | Grombühl Uni-Kliniken – Hauptbahnhof – Juliuspromenade – Stadtmitte – Sanderring – Steinbachtal – Heidingsfeld – Heuchelhof – Rottenbauer           | 15               | 15             | 15                 |
| 504   | Rottenbauer – Heuchelhof – Heidingsfeld – Sanderring – Stadtmitte – Zellerau                                                                        | unregelmäßig     | kein Betrieb   | kein Betrieb       |

## Galerie

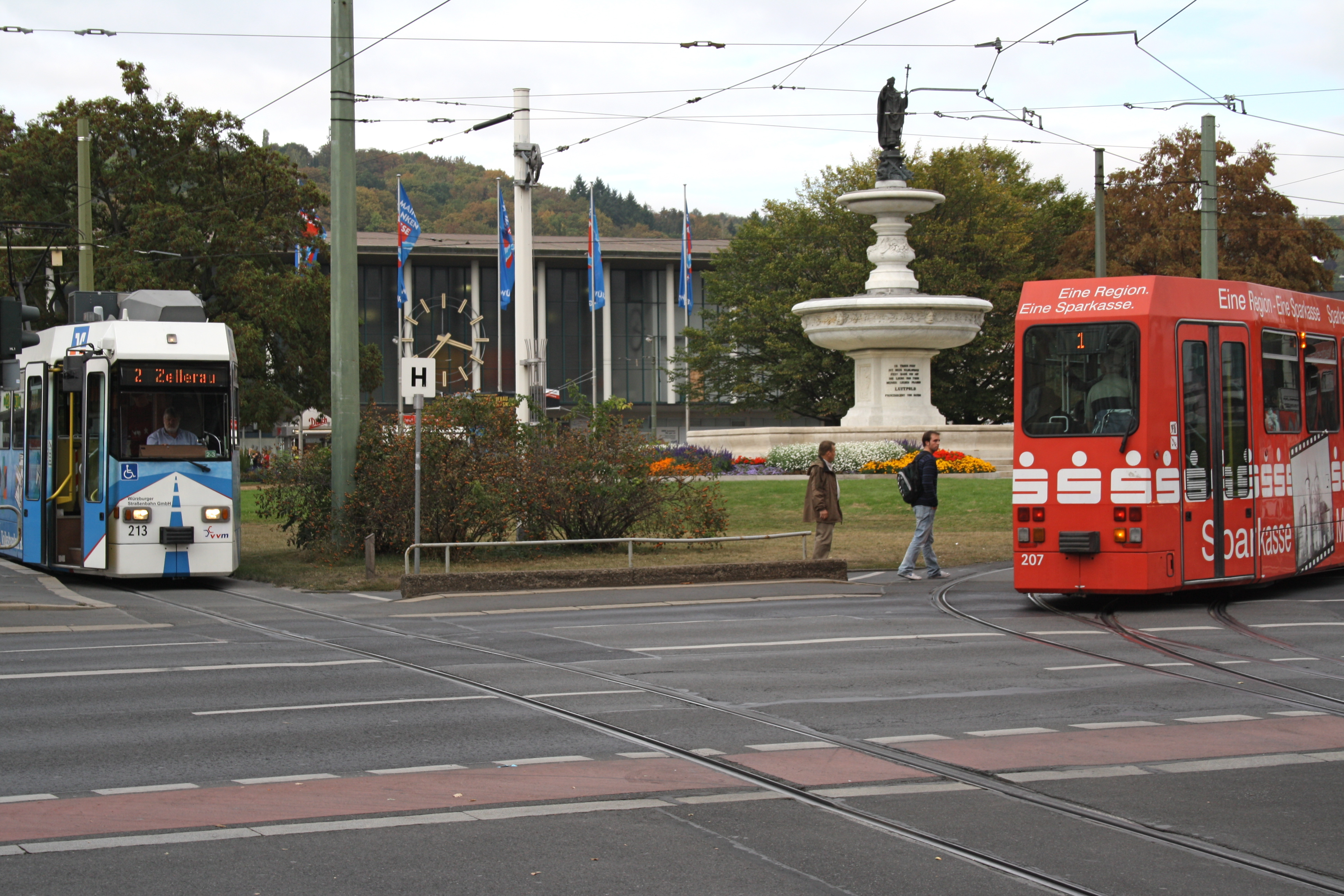
GT-E (Front- und Heckansicht) am Hauptbahnhof
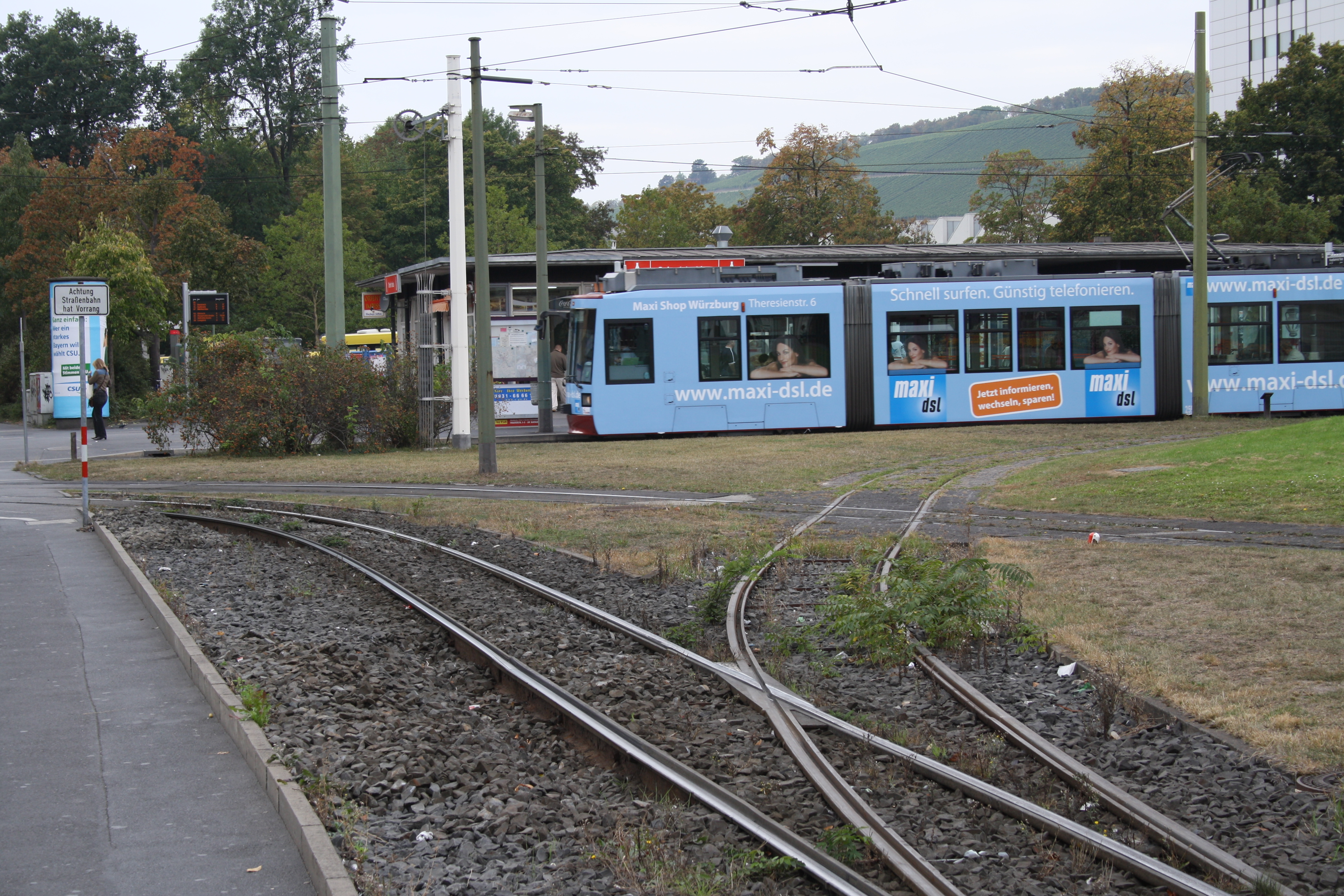
Gleisschleife Hauptbahnhof mit GT-N am Abfahrtsbahnsteig stadteinwärts, nach links die Gleise zur Innenstadt
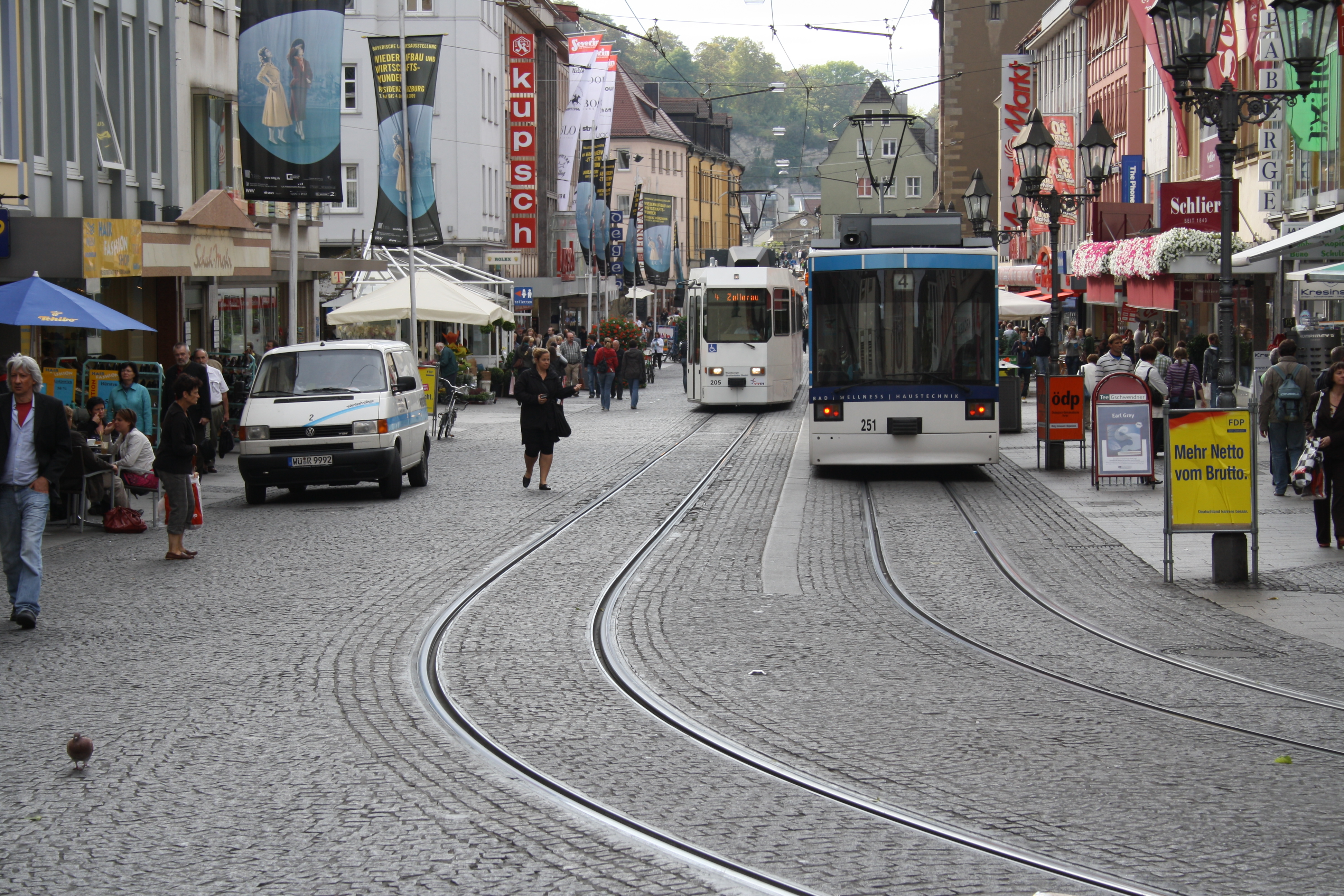
GT-E und GT-N (Heckansicht) in der Fußgängerzone
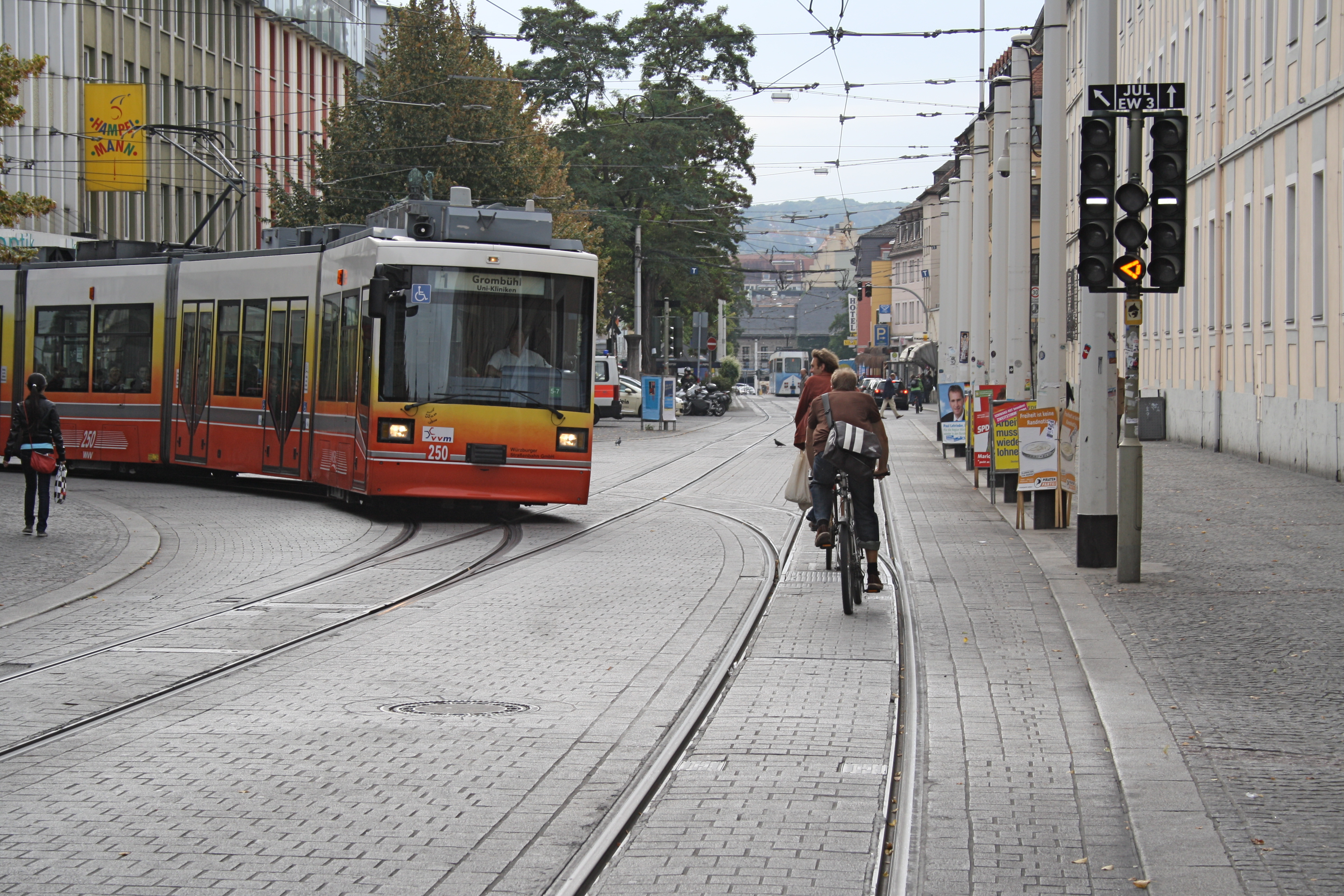
GT-N biegt am Gleisdreieck in die Juliuspromenade ein
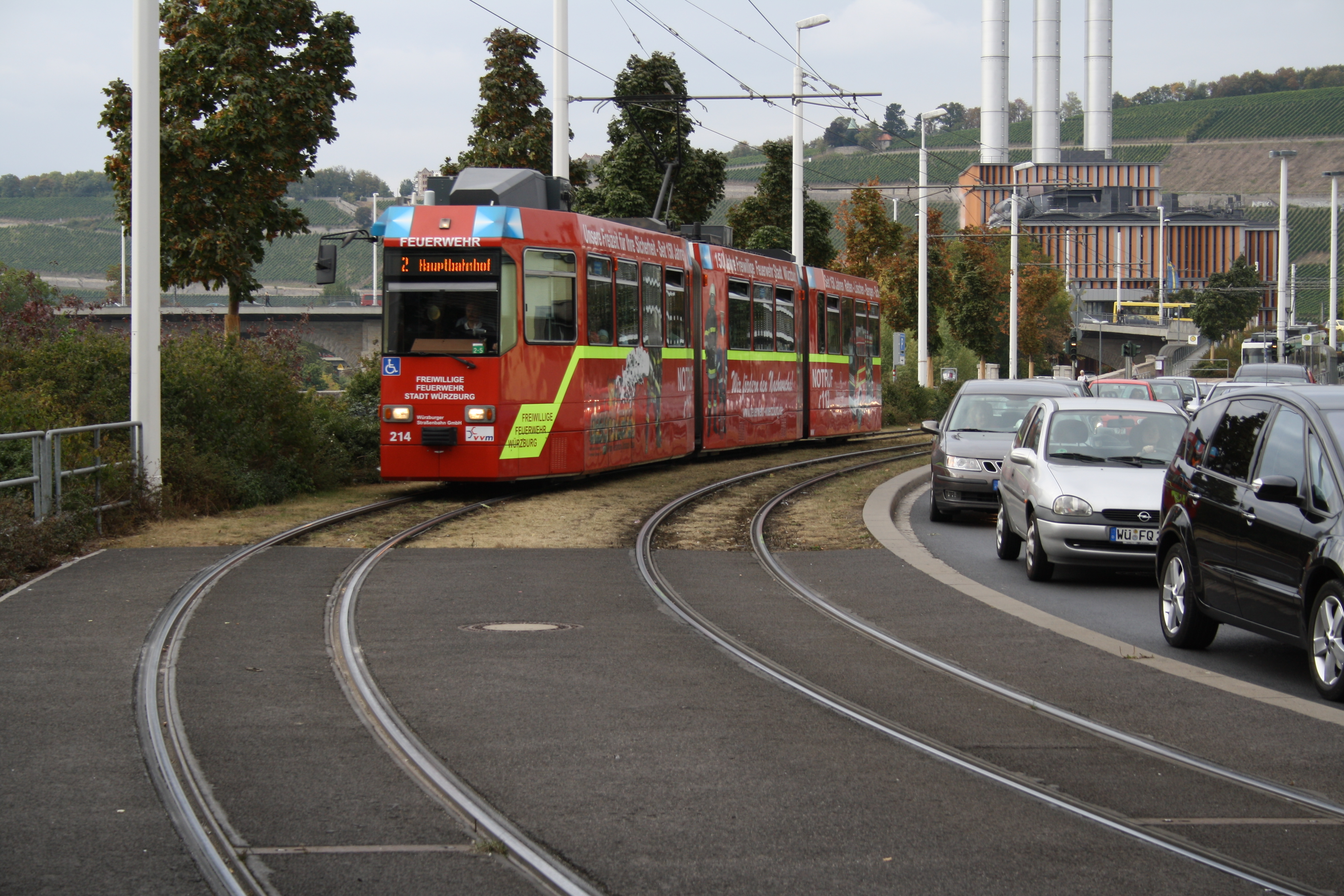
GT-E am Kranenkai, türlose Seite